# The Red Tour
The Red Tour là chuyến lưu diễn thứ ba của nữ ca sĩ-nhạc sĩ người Mỹ Taylor Swift nhằm quảng bá cho album phòng thu thứ tư của cô, Red (2012). Chuyến lưu diễn diễn ra ở 4 châu lục, bắt đầu tại Omaha vào ngày 13 tháng 3 năm 2013 và kết thúc tại Singapore vào ngày 12 tháng 6 năm 2014. Đây là lần đầu tiên Swift trình diễn tại những nước Hồi giáo như Malaysia và Indonesia.
Swift biểu diễn trên hai sân khấu khác nhau, thay đổi nhiều trang phục và trình diễn bằng nhiều loại nhạc cụ như guitar điện, guitar acoustic, piano và băng cầm trong suốt chương trình. Danh sách tiết mục phần lớn lấy từ Red kết hợp với một số ca khúc nằm trong các album phòng thu trước đây của Swift. Tại nhiều thành phố, nữ ca sĩ còn gây bất ngờ cho khán giả bằng việc mời nhiều nghệ sĩ lên sân khấu và song ca cùng cô. Chuyến lưu diễn nhận được nhiều phản hồi chuyên môn rất tích cực, một số nhà phê bình âm nhạc còn nhận thấy sự biến chuyển trong phong cách của Swift từ dòng nhạc đồng quê sang dòng nhạc pop.
Do lượng yêu cầu cao từ phía khán giả sau khi vé tại nhiều đấu trường và sân vận động được bán hết, Swift bổ sung thêm nhiều đêm diễn vào lịch trình. Doanh thu của The Red Tour tại Hoa Kỳ và Canada đạt 115,3 triệu USD (14.485 triệu USD theo thời giá năm 2022), trở thành chuyến lưu diễn thành công nhất về mặt thương mại tại khu vực Bắc Mỹ năm 2013. Tổng cộng, chuyến lưu diễn đã phục vụ hơn 1,7 triệu khán giả tại 12 quốc gia, thu về 150,2 triệu USD (18.567 triệu USD theo thời giá năm 2022) từ 86 buổi diễn cháy vé, vượt qua kỉ lục doanh thu của Soul2Soul II Tour do Tim McGraw và Faith Hill khởi xướng để trở thành chuyến lưu diễn có doanh thu cao nhất mọi thời đại bởi một nghệ sĩ nhạc đồng quê.

## Bối cảnh

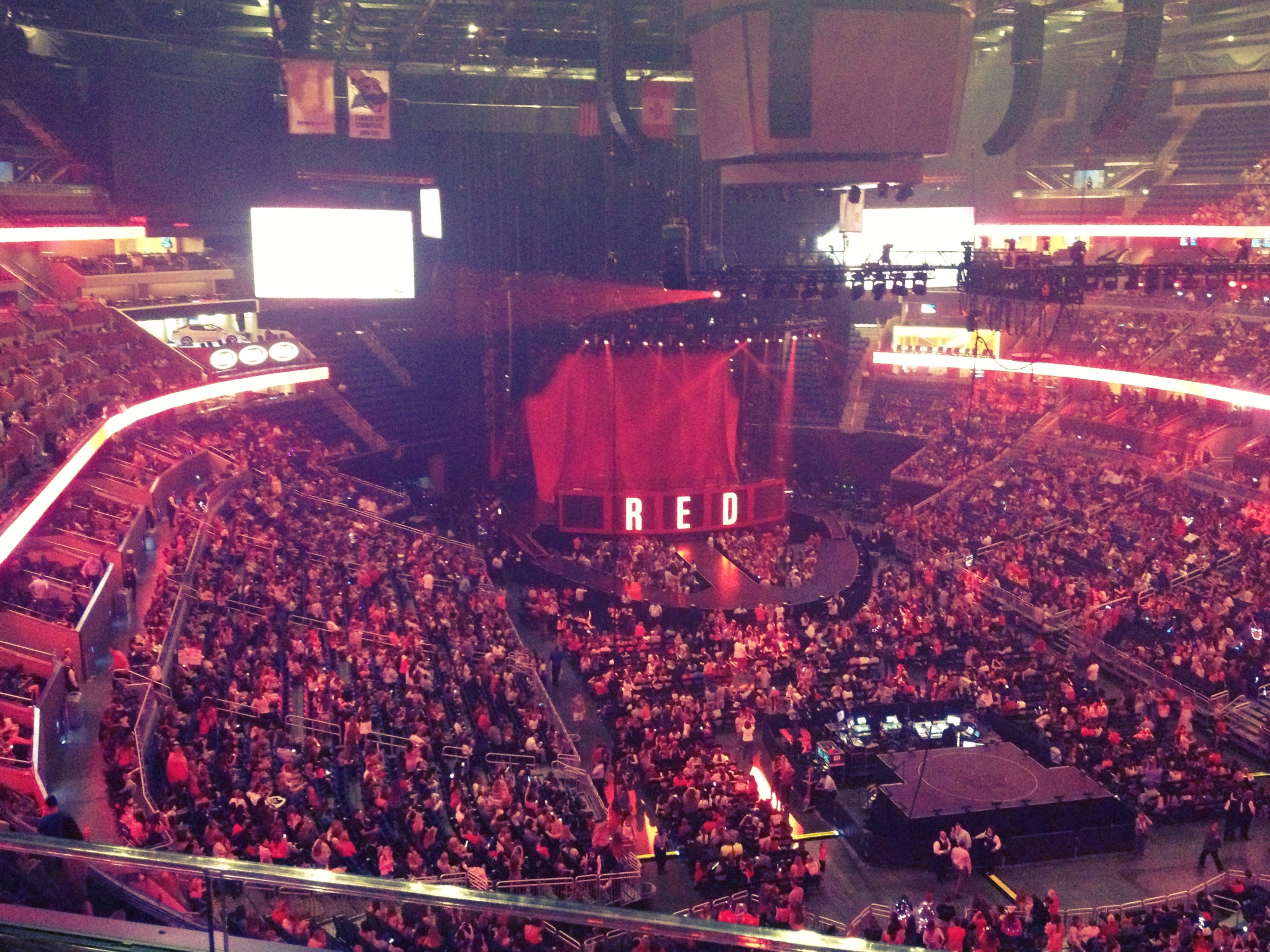
Toàn cảnh hệ thống sân khấu của The Red Tour tại Trung tâm Amway, Orlando trước giờ diễn.

Ngày 22 tháng 10 năm 2012, Swift phát hành album phòng thu thứ tư mang tên Red thông qua hãng đĩa Big Machine Records, cùng với sự hợp tác giữa nữ ca sĩ với nhiều nhạc sĩ trong vai trò đồng sáng tác lẫn sản xuất như Dan Wilson, Max Martin, Shellback, Gary Lightbody, Ed Sheeran và Patrick Warren. Các sáng tác và tựa đề album lấy cảm hứng từ những trải nghiệm cuộc sống của Swift với phần nội dung xoay quanh chủ đề tình cảm đôi lứa trứ danh, trên nền nhạc pop đồng quê và pop rock quen thuộc, cùng nhiều thể loại âm nhạc thử nghiệm tân thời khác. Red được các nhà phê bình đón nhận nồng nhiệt và đạt thành công lớn về mặt thương mại. Ngày 26 tháng 10 năm 2012, trong quan hệ đối tác với ABC News trên chương trình truyền hình đặc biệt vào giờ cao điểm All Access Nashville with Katie Couric – A Special Edition of 20/20, Swift thông báo cô sẽ thực hiện một chuyến lưu diễn Bắc Mỹ trong năm 2013 để quảng bá cho album Red.
Chuyến lưu diễn mang tên The Red Tour dự kiến đi qua 45 thành phố ở 29 tiểu bang và 3 tỉnh của Hoa Kỳ và Canada với tổng cộng 58 đêm diễn tại 36 nhà thi đấu đa chức năng và 9 sân vận động, khởi động tại Omaha vào ngày 13 tháng 3 và kết thúc tại Nashville vào ngày 21 tháng 9 năm 2013. Cô cũng tiết lộ Ed Sheeran sẽ tham gia chuyến lưu diễn với vai trò là người mở màn. Trò chuyện với Billboard, Swift nói rằng: "Chuyến lưu diễn sẽ là một đại diện lớn cho album này. Tôi rất háo hức muốn biết người hâm mộ yêu thích những bài hát nào nhất và những loại nhạc nào được ưa chuộng hàng đầu, đó sẽ là bước đầu tiên. Chúng tôi luôn tìm những ca khúc nào thật sự chứa đựng niềm đam mê và những ca khúc nào được người hâm mộ hát lên nhiều nhất, dĩ nhiên, chúng chắc chắn sẽ có trong danh sách tiết mục của chuyến lưu diễn. Tôi không thể nào chờ đợi điều đó."
Trong hai tháng đầu năm 2013, Swift bổ sung thêm East Rutherford và Edmonton vào lịch trình. Austin Mahone, Joel Crouse, Brett Eldredge, Florida Georgia Line và Casey James lần lượt xác nhận tham gia chuyến lưu diễn với vai trò là người mở màn tại nhiều buổi diễn ở Bắc Mỹ. Ngày diễn tại châu Đại Dương được thông báo vào đầu tháng 5 năm 2013. Hành trình xuyên qua bốn sân vận động ở Perth, Sydney, Brisbane, Melbourne cùng một nhà thi đấu tại Auckland. Tháng 6 năm 2013, Swift xác nhận Neon Trees sẽ tham gia chuyến lưu diễn cùng Guy Sebastian trong suốt chặng Úc và là người mở màn chính cho các đêm diễn tại New Zealand. Sau khi kết thúc chặng Bắc Mỹ vào tháng 9, nữ ca sĩ ấn định ngày diễn tại Anh và Đức. Đầu tháng 10 năm 2013, ban nhạc The Vamp xác nhận tham gia mở màn cho các đêm diễn tại Luân Đôn. Swift công bố chặng châu Á từ tháng 2 năm 2014 với sáu đêm diễn tại Jakarta, Manila, Bangkok, Kuala Lumpur, Singapore và Tokyo. Một tháng sau, cô thông báo thêm ngày diễn tại Thượng Hải.
Dù được bán hết, đêm diễn ngày 9 tháng 6 năm 2014 tại Bangkok vẫn bị hủy bỏ do tình hình chính trị bất ổn tại Thái Lan. Swift đã bày tỏ sự tiếc nuối của mình trên Twitter: "Gửi đến người hâm mộ Thái tất cả tình yêu. Tôi rất buồn vì buổi diễn đã bị hủy." BEC-Tero Entertainment - công ty chịu trách nhiệm quảng bá cho The Red Tour tại Thái Lan - nói rằng việc hủy bỏ là "một quyết định khó khăn đối với tất cả các bên tổ chức".

## Quá trình thực hiện

### Ý tưởng và triển khai
— Swift so sánh giữa Speak Now World Tour và The Red Tour.
Việc lập kế hoạch cho The Red Tour bắt đầu vào mùa hè năm 2012, khoảng tám đến chín tháng trước khi chuyến lưu diễn khởi động. Thiết kế sân khấu được tiến hành đầu tiên, tiếp theo là việc lập danh sách biểu diễn, thiết kế trang phục, tuyển chọn vũ công và sau cùng là diễn tập âm nhạc trong vòng một tháng. Swift chia sẻ với Country Countdown USA rằng cô thật sự muốn chuyến lưu diễn này hoàn toàn khác so với Speak Now World Tour nhằm mang đến cho khán giả những cảm xúc mới mẻ bởi "cái cách mà tôi nhìn vào quang cảnh của [chuyến lưu diễn vừa rồi] là từ những điều theo chiều hướng không tưởng, những cảm xúc như một cô công chúa [và những điều] thật sự nghệ thuật. Với Red Tour, tôi không chắc nó chân thật nhưng tôi nghĩ nhiều về trải nghiệm của một buổi hòa nhạc. Có thể có một vài yếu tố kịch, nhưng nó sẽ liên quan đến [chủ đề của album Red] nhiều hơn.". Trong một cuộc phỏng vấn khác, Swift nhận định The Red Tour sẽ mang tính "trưởng thành và có một chút chín chắn hơn" những lần lưu diễn trước đây nhờ vào các hiệu ứng hình ảnh mà cô áp dụng. Cô cũng chia sẻ thêm "người hâm mộ có thể mong đợi nhiều điều bất ngờ" từ chuyến lưu diễn vì cô nghĩ rằng mình thật sự thích kết hợp những yếu tố gây ngạc nhiên vào chương trình.
Danh sách tiết mục biểu diễn phần lớn là các ca khúc từ album Red, kết hợp với một số bài hát ăn khách từ Fearless (2008) và Speak Now (2010). Ngoài ra, Swift còn trình bày nhiều bài hát ngẫu hứng theo phiên bản acoustic trong mỗi đêm diễn khác nhau bằng việc tìm hiểu yêu cầu của người hâm mộ thông qua mạng xã hội nên danh sách tiết mục luôn luôn bị thay đổi. "Tôi sẽ trình diễn "Love Story" trong suốt sự nghiệp của mình vì người hâm mộ thật sự thích nó. Nếu tôi chưa bao giờ chán [ca khúc này], tôi vẫn sẽ tiếp tục hát nó trong các đêm diễn của tôi", nữ ca sĩ tiết lộ. "Tôi luôn cân bằng giữa bao nhiêu chất liệu mới mà mọi người muốn nghe [với] bao nhiêu chất liệu cũ, cuối cùng tôi cố gắng đưa vào chương trình những gì thật sự đại diện cho vị trí của tôi ngay lúc này".
Dựa theo chủ đề của buổi diễn, đỏ trở thành màu sắc chính của nhiều nhạc cụ, micro, trang phục, sân khấu cũng như phần đông khán giả tham dự chương trình. Sau thành công của Speak Now World Tour, Swift tiếp tục hợp tác với Baz Halpin từ Silent House để thiết kế và đạo diễn sân khấu cho The Red Tour. Halpin mô tả buổi diễn là "một chương trình rất nghệ thuật" với "nhiều cảnh tượng khác nhau", từ một chiếc đu quay cổ khi ban nhạc biểu diễn "Stay Stay Stay" và "Mean" đến một ngôi nhà ma ám, cổ kính cho "I Knew You Were Trouble", một gánh xiếc cho "We Are Never Ever Getting Back Together", một cảnh quan đô thị New York cho "Holy Ground", một Hollywood vào những năm 1940 cho "The Lucky One" cùng một Paris cho "Begin Again". Ông chia sẻ, "Điều tuyệt vời khi làm việc với Swift là cô ấy không ngừng sáng tạo... Theo suy nghĩ của tôi, bài hát của Swift luôn là một câu chuyện hoàn chỉnh, vì vậy chúng tôi muốn diễn đạt [nội dung] mỗi bài hát theo thế giới riêng của chúng. Chúng tôi không bao giờ dàn dựng một buổi diễn theo một kiểu cách bởi chúng tôi muốn có càng nhiều sự đa dạng và khám phá cũng như theo nhiều phong cách và diễn giải khác nhau càng tốt." Nói về việc kết nối với khán giả, Halpin cho rằng "đó chính là khả năng bẩm sinh của Swift. Cả khán phòng cảm thấy thật nhỏ mỗi khi Swift xuất hiện, và có một sự liên kết rất mãnh liệt giữa khán giả và [cô ấy]. Chỉ một vài nghệ sĩ trên thế giới làm được điều này một cách tự nhiên."
Ban nhạc bảy thành viên của Swift gồm một người chơi piano, hai người chơi guitar, một người chơi vĩ cầm, một người chơi guitar bass, một người chơi nhạc cụ nhiều dây và một người chơi trống vừa mới gia nhập. Hỗ trợ cho Swift trên sân khấu còn có bốn ca sĩ hát bè từng tham gia trình diễn "We Are Never Ever Getting Back Together" cùng Swift tại Giải Video âm nhạc của MTV năm 2012 và 15 vũ công do chính Swift và mẹ của cô (bà Andrea Swift) trực tiếp tuyển chọn từ hơn 400 người qua các buổi thử vai vào đầu năm 2013. Tuy nhiên, sau khi hoạt động được sáu tháng đầu thì có 3 vũ công rời The Red Tour để tham gia một chuyến lưu diễn khác nên đội hình vũ công chỉ còn 12 người.
Rolling Stone đã có một cuộc gặp gỡ với Swift và một số thành viên trong đoàn khi họ đang lưu diễn tại sân vận động MetLife, East Rutherford vào tháng 7 năm 2013. Ed Sheeran cho biết Swift "thực sự có mọi thứ mà bạn có thể mong đợi từ một chương trình hoành tráng". Anh còn tiết lộ việc phải ngừng thói quen chửi thề khi biểu diễn bởi nhiều khán giả của Swift là trẻ em, đồng thời thừa nhận những thách thức khi trình diễn tại một sân vận động được lấp đầy chỉ với một cây đàn guitar. Swift giải thích việc cô mời Sheeran, Austin Mahone hay Joel Crouse làm người mở màn cho buổi diễn là vì muốn người hâm mộ của mình "phải lòng với những nghệ sĩ mới", cô cũng "thích gây ngạc nhiên cho khán giả bằng những màn trình diễn cùng khách mời đặc biệt mà họ không đoán trước được". Khi được hỏi đến cảm nhận về sự trưởng thành trong việc trình diễn, đặc biệt là tại các sân vận động, Swift trả lời rằng:

Tôi cảm thấy [mình] cần phải thúc đẩy bản thân để trở thành một người trình diễn tốt hơn, và tôi không bao giờ muốn bất kì người hâm mộ nào rời buổi diễn và nói rằng, "nó y chang như chuyến lưu diễn vừa rồi". Tôi thích đi lưu diễn rộng rãi bởi vì tôi nghĩ rằng mình càng dành nhiều thời gian trên sân khấu thì sẽ càng biết mình là ai. Càng thoát khỏi cảm giác tiện nghi trong phòng thu, càng nhiều sắc màu cần phải vẽ khi bắt tay vào việc xây dựng chương trình. Cuối ngày, tiếng reo hò của người hâm mộ là thứ âm thanh yêu thích của tôi và quang cảnh một sân vận động được lấp đầy chính là điều mà tôi thích nhất. Tất cả mọi thứ bắt đầu từ đó và xoay quanh việc làm cho khán giả nhảy theo, hát theo, tạo cho họ cảm giác không đơn độc và cuối cùng là khiến họ quay lại gặp tôi lần tới.

### Xây dựng sân khấu
Swift dùng hai sân khấu trong suốt một buổi diễn. Sân khấu chính thường bao gồm ba cầu thang và một sàn diễn mở rộng về phía khán giả. Sàn diễn tại Bắc Mỹ, châu Âu và châu Đại Dương có dạng hình bán nguyệt chia thành ba lối đi bao bọc hai chỗ trống dành cho hạng vé đứng ở giữa.:1 Lối đi giữa sàn diễn chứa một đường băng có thể nâng cao vài mét và xoay vòng bằng hệ thống thủy lực. Trang bị trên sân khấu là hệ thống pháo sáng, hệ thống đèn LED, chín màn hình lớn (bao gồm một videowall cong kết hợp bởi năm màn hình nhỏ chắn trước sân khấu) và hai thang máy đưa Swift lên xuống hậu trường.:1 Đối với các sân vận động, Swift thuê hệ thống mái che dựng trên bốn trụ thép của Stageco cho sân khấu chính.
Dàn trống dùng trong "Holy Ground" có khả năng phát sáng khi đánh vào gồm hai nhóm: một nhóm ở dưới sân khấu cùng Swift và nhóm còn lại treo trên trần nhà. Sân khấu B nhỏ hơn nằm phía còn lại của địa điểm biểu diễn, ở giữa có một bục xoay hình tròn cũng dùng hệ thống thủy lực để nâng lên, có thể nâng cao khoảng 15 foot (4,6 m), là nơi Swift trình diễn các bài hát cùng đàn guitar.:8 Hệ thống sân khấu tại phần lớn các nhà thi đấu còn bao gồm một chiếc lồng bay trên đầu khán giả, giúp Swift di chuyển từ sân khấu B về sân khấu chính. Bên trong hậu trường có Club Red, một căn phòng được trang trí bằng hình ảnh và những bộ trang phục mà cô từng diện trên sân khấu, là nơi Swift gặp gỡ, giao lưu với một số người hâm mộ được chọn và giới truyền thông vào trước hoặc sau giờ diễn.
The Red Tour di chuyển khắp Bắc Mỹ với 24 xe đầu kéo mang các thiết bị lắp đặt sân khấu và ánh sáng cùng với 15 chiếc xe buýt chở 80 nhân viên phục vụ từ thành phố này sang thành phố khác. Nếu buổi hòa nhạc diễn ra tại các sân vận động ngoài trời, đội xe đầu kéo của chuyến lưu diễn còn có thêm một chiếc xe chở giàn khung thép xây dựng cấu trúc mái cho sân khấu. Tại mỗi địa điểm biểu diễn, ban tổ chức thuê khoảng 120-150 lao động địa phương để giúp việc dàn dựng. Quá trình tháo dỡ được tiến hành ngay sau khi buổi diễn kết thúc và thường mất khoảng bốn giờ để hoàn thành. Nhiều đạo cụ, nhạc cụ và trang phục dùng trong chuyến lưu diễn về sau được trưng bày tại một số bảo tàng âm nhạc, và trong chuỗi triển lãm với tựa đề "The Taylor Swift Experience".

### Âm thanh và ánh sáng
Có 73 nhạc cụ dùng trong chuyến lưu diễn, 13 trong số đó là của Swift. Eighth Day Sound Systems là công ty cung cấp hệ thống và thiết bị âm thanh cho The Red Tour. Chuyến lưu diễn sử dụng ba bàn trộn âm kĩ thuật số SD7 của DiGiCo và hệ thống loa d&b audiotechnik. Kĩ sư âm thanh David Payne, người đã làm việc với Swift hơn 4 năm rưỡi, quyết định lựa chọn bàn trộn âm SD7 cho chuyến lưu diễn nhờ một số ưu điểm của bàn trộn này trong cách bố trí, chất lượng và khả năng xử lý hiệu ứng âm thanh cũng như khả năng tính hợp với hệ thống bó sóng SoundGrid. Mọi thành viên hoạt động trên sân khấu đều có một tai nghe kiểm âm nhét tai riêng biệt, ngoại trừ các vũ công thì dùng chung tai nghe với nhau. Chuyến lưu diễn mang phòng hờ thêm 8 chiếc loa kiểm âm d&b audiotechnik M4 cho người mở màn và khách mời đặc biệt song ca với Swift. Đội ngũ âm thanh làm việc với khoảng 96 kênh đầu vào từ sân khấu (phần lớn là từ micro không dây và nhạc cụ) cộng với 12 micro của khán giả bố trí xung quanh địa điểm biểu diễn cho công cụ ghi âm Pro Tools. Swift sử dụng bốn micro riêng biệt ở nhiều thời điểm khác nhau.
Eighth Day Sound Systems hợp tác với công ty JPI Audio để cung cấp hệ thống âm thanh cho chương trình tại Úc. Có 11 kĩ sư âm thanh làm việc trong một buổi diễn tại sân vận động, bao gồm hai kĩ sư ở mỗi bên sân khấu, hai kĩ sư giám sát, hai kĩ sư phụ trách phần delay âm thanh, một kĩ sư FOH, một kĩ sư hệ thống/FOH và một kĩ sư RF kiêm trưởng đội kĩ thuật. Có ba xe tải được sử dụng để chở dàn âm thanh. Baz Halpin sử dụng bộ đèn LED nhiều màu XC-5s của nhà sản xuất SGM đến từ Đan Mạch cho The Red Tour sau khi dùng thử tại buổi diễn tập trong chuyến lưu diễn The Truth About Love Tour của P!nk ở Phoenix. Có 42 bộ đèn XC-5 dùng trong hệ thống ánh sáng, do công ty Production Resource Group cung cấp. Halpin chia sẻ hệ thống đèn LED được sử dụng theo nhiều cách khác nhau trong chương trình của Swift so với P!nk nhằm mang đến cho sân khấu "nhiều chi tiết nghệ thuật hơn, tạo ra nhiều hình ảnh cùng hiệu ứng sống động."

### Trang phục

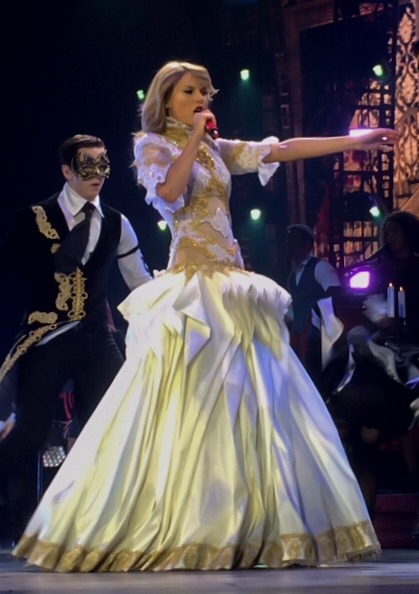
Swift thay đổi trang phục khoảng mười lần trong suốt chương trình.

Marina Toybina là nhà thiết kế trang phục chính cho The Red Tour. Ngoài ra, tham gia đội ngũ thiết kế còn có Joseph Cassell. Có khoảng 128 bộ trang phục dùng trong chuyến lưu diễn, gồm 23 bộ cho Swift và 103 bộ cho các vũ công. Tủ đồ của Swift do nhiều nhãn hiệu thời trang cung cấp. Bleulab tạo ra quần short da lưng cao màu đen, Kate Spade làm nịt, Lavin và Miu Miu chế tạo giày oxford, LaDuca cung cấp các đôi bốt, J Mendel thiết kế đầm, Moschino sáng tạo một chiếc áo che thân kết hợp với váy trắng,... Nguồn cảm hứng cho các bộ trang phục đến từ bài hát của Swift, niềm đam mê, nghệ thuật và cá tính của các nhà thiết kế. Toybina cho biết "mục tiêu của tôi là đảm bảo mỗi thiết kế kể câu chuyện của chính chúng và giúp cho sự hiện diện của Swift trên sân khấu trở nên trực quan và rực rỡ hơn". Nhằm kết hợp với các ý tưởng của Swift, quá trình thiết kế trang phục bắt đầu khi Swift lập ra danh sách biểu diễn và vũ đạo được thảo luận xong. Sau khi Swift phê duyệt các thiết kế, Toybina và đội của cô tiến hành việc chọn vải, may vá, sáng tạo thêm phụ kiện và mất hơn ba tuần để hoàn thành.
The Red Tour là chuyến lưu diễn đầu tiên của Swift mà phục trang có gắn kết mạnh mẽ với chủ đề album. Bắt đầu từ hình bìa của Red với chiếc nón và áo sơ mi trắng, Swift thêm một số áo sọc, giày oxford, mũ porkpie và quần short ngắn lưng cao. Đây cũng là những bộ trang phục thông thường của chuyến lưu diễn. Trong một cuộc phỏng vấn với Keds, Swift cho biết trang phục mà cô yêu thích nhất chính là bộ đồ đầu tiên của buổi diễn. Nữ ca sĩ còn chia sẻ việc phải xem xét hình dáng, phong cách và tính năng của mỗi bộ trang phục dùng trên sân khấu, "Tôi không chỉ tìm kiếm thứ gì đó giúp tôi trông thật đẹp trước khán giả mà còn quan tâm đến các tính năng. [..] Liệu tôi có thể chạy xung quanh [khi mặc bộ đồ này] không? [Nó] có gì cản trở khi tôi hất tóc không?" Về phần trang điểm, Swift tiết lộ cô "thật sự yêu màu son đỏ" và ưa chuộng việc dùng loại son lâu trôi hơn là loại son dầu thông thường. Cô cũng yêu cầu thợ trang điểm vận dụng những kĩ thuật trong cách vẽ mắt để tạo ra một đôi mắt mèo hoàn hảo.

### Nhà tài trợ và quảng cáo

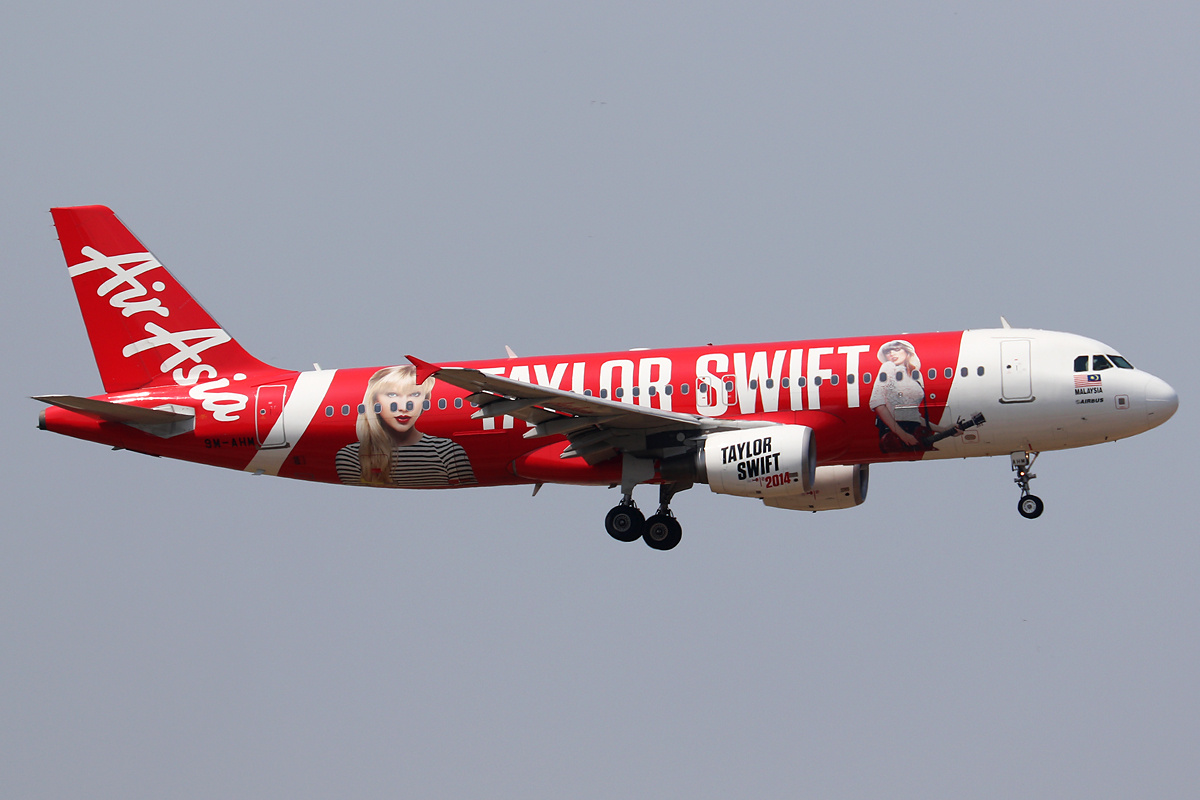
Chiếc máy bay A320 với màu sơn Taylor Swift của hãng hàng không AirAsia đang hạ cánh xuống Sân bay Quốc tế Kuala Lumpur, Malaysia vào tháng 2 năm 2015.

The Red Tour được thực hiện và quảng bá ở hầu hết các châu lục bởi các đơn vị thuộc tập đoàn AEG Live, riêng tại châu Đại Dương là bởi công ty Frontier Touring. Diet Coke, Keds và Elizabeth Arden là nhà tài trợ chính cho nhiều chặng của chuyến lưu diễn trong khi hãng kem Cornetto là nhà tài trợ chính cho năm đêm diễn tại Đông Nam Á. Qantas Airways và AirAsia hợp tác với Swift với vai trò là hãng hàng không chính thức cho hai chặng châu Đại Dương và châu Á, phục vụ việc đi lại cho Swift và 80 nhân viên trong đoàn. Ngày 30 tháng 5 năm 2014, AirAsia tổ chức bữa tiệc Red Hot Party tại Sultan Lounge bên trong khách sạn Mandarin Oriental ở Kuala Lumpur để chào mừng sự hợp tác với Swift trong chuyến lưu diễn The Red Tour, đồng thời công bố màu sơn độc quyền mang tên Taylor Swift cho chiếc máy bay phục vụ cô và các nhân viên trong đoàn lưu diễn loại Airbus A320.
Giám đốc điều hành của AirAsia Aireen Omar cho biết màu sơn máy bay Taylor Swift hiện nằm trong danh sách những màu sơn độc đáo của hãng và người hâm mộ Swift tại nhiều nơi trên thế giới có thể nhìn thấy chiếc máy bay với màu sơn đặc biệt này trong vòng một năm. Toyota là nhà tài trợ máy móc chính thức cho chuyến lưu diễn tại Đông Nam Á, hợp tác với Swift để vận động cho chiến dịch an toàn giao thông ASEAN đầu tiên của hãng tại Thái Lan, Malaysia, Indonesia, Philippines và Việt Nam. Một số đoạn phim truyền tải thông điệp về tầm quan trọng của dây đeo an toàn mà Swift tham gia được trình chiếu trong các buổi diễn tại khu vực này cũng như trên các phương tiện truyền thông và mạng xã hội.
Các nhà tài trợ tại Bắc Mỹ đã cung cấp độc quyền cho người hâm mộ Swift cơ hội truy cập vào các video hậu trường của chuyến lưu diễn. Keds ra mắt phiên bản giới hạn của giày Champion có đính kèm tên của các thành phố nằm trong hành trình The Red Tour. Cornetto sản xuất kem dâu rừng đỏ phiên bản giới hạn có biểu trưng của Taylor Swift trong vòng ba tháng tại thị trường Đông Nam Á. Hai hãng hàng không chính thức và một số nhà tài trợ như Cornetto đều cung cấp cho người hâm mộ Swift cơ hội nhận nhiều quà tặng dựa theo The Red Tour và đặc biệt là vé tham dự các buổi hòa nhạc thông qua các cuộc thi hướng đến chuyến lưu diễn. AirAsia di chuyển trên một chiếc xe tải mang tên Red Hot Truck xuyên qua một vài tiểu bang của Malaysia nhằm tổ chức các hoạt động cho người hâm mộ Swift trong khi khách hàng của Cornetto giành vé bằng việc ăn kem tích điểm hoặc quay số may mắn. Ngoài ra, hãng kem còn tổ chức cuộc thi "Ride to Fame Competition" với Sony trên một sân khấu di động ở mỗi thành phố mà khách hàng tham gia có cơ hội trở thành người mở màn cho buổi diễn tại quốc gia đó.

## Tóm tắt buổi diễn
Buổi diễn bắt đầu khi năm màn hình chắn trước sân khấu từ từ nâng lên và bóng Swift chiếu trên tấm màn lớn màu đỏ ngay khi cô chuẩn bị trình bày "State of Grace". Tấm màn lớn nhanh chóng được kéo lên để lộ toàn bộ sân khấu và Swift hiện ra trong bộ trang phục kết hợp giữa áo trắng với quần short, mũ đen và giày ruby đính sequined màu đỏ lấp lánh. Cô đi dọc sàn diễn và kết thúc bài hát trong khi một tràng pháo sáng xuất hiện từ trần nhà. "Holy Ground" là tiết mục thứ hai, nơi cô và các vũ công có một màn trình diễn cùng dàn trống phát sáng ở giữa bài hát. Sau đó, Swift dành vài phút chào hỏi người hâm mộ và chia sẻ về chủ đề của buổi diễn rồi đeo cây guitar điện để trình bày "Red" trong khi các vũ công mang những lá cờ màu đỏ chạy xung quanh sân khấu. Trong phần chuyển tiếp cuối bài, Swift chơi một đoạn độc tấu guitar cùng một thành viên trong ban nhạc trước khi kết thúc màn diễn đầu tiên. Năm màn hình được hạ xuống, Swift cùng bốn ca sĩ hát bè ăn mặc như một nhóm nhạc nữ vào thập niên 1960 khi trình diễn "You Belong with Me" trên nền nhạc theo phong cách Motown xen kẽ với những âm trầm nặng. Đoạn phim trắng đen giới thiệu cho "The Lucky One" chiếu cảnh Swift đang ngồi trong một căn phòng ở Hollywood vào những năm 1940 cùng lời độc thoại của cô về những hiểm nguy của sự nổi tiếng, ngụ ý muốn nói đến giới truyền thông. Cô diện một bộ trang phục đỏ từ đầu đến chân gồm váy đuôi dài, quần short kết hợp với đôi găng tay dài cùng đôi bốt khi xuất hiện trên cầu thang và bị vây quanh bởi những vũ công ăn mặc như những tay săn ảnh suốt bài hát. Trở lại sân khấu sau khi thay đổi váy dài thành váy ngắn màu trắng, Swift mang băng cầm ngồi trên một chiếc rương đặt giữa sàn diễn hình bán nguyệt để chia sẻ với khán giả về ý nghĩa của bài hát tiếp theo. Từ đó, cô với ban nhạc của mình bắt đầu trình diễn "Mean", theo sau là "Stay Stay Stay" kết hợp với một đoạn "Ho Hey" của The Lumineers ở cuối bài.

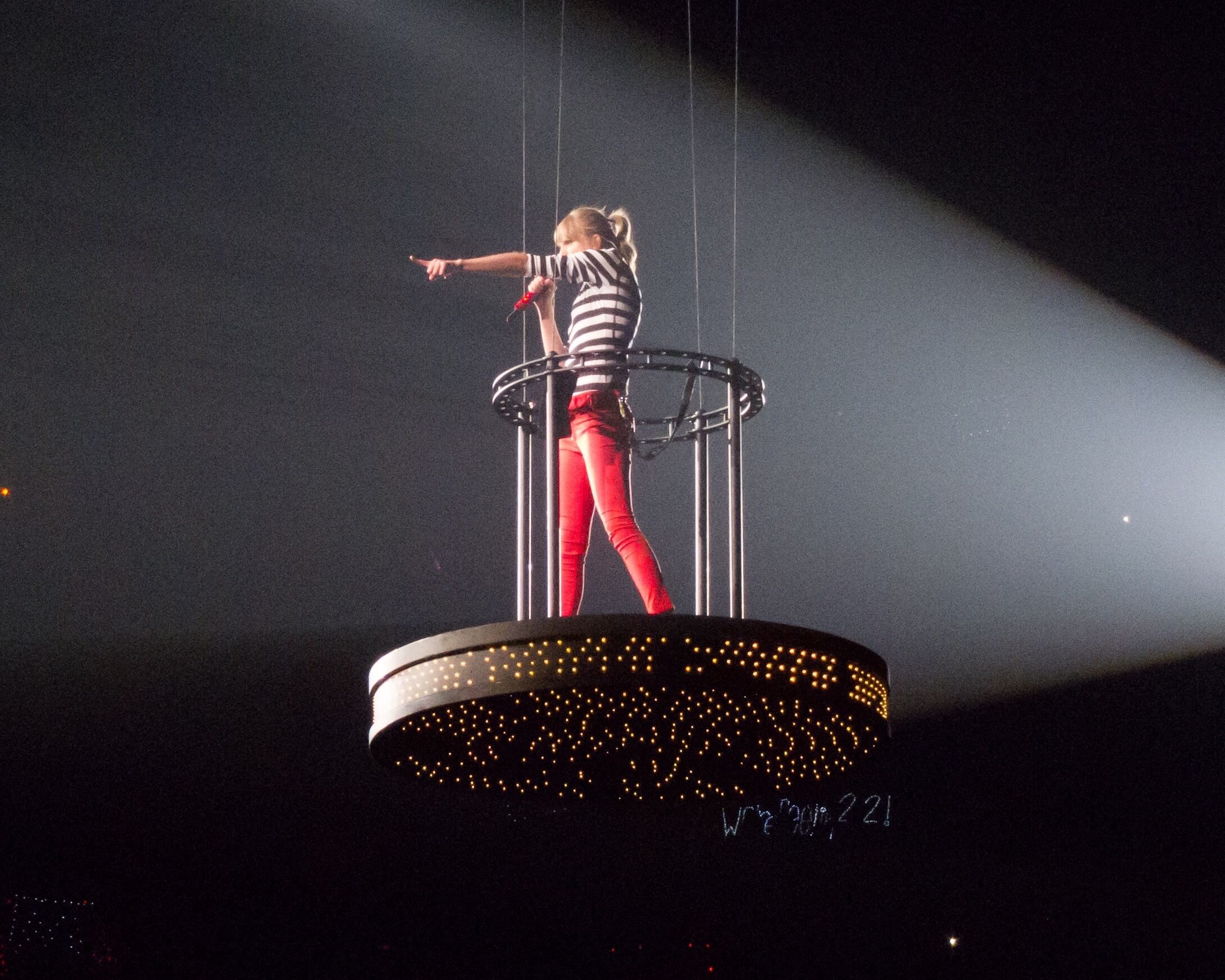
Swift di chuyển từ sân khấu B về sân khấu chính bằng một chiếc lồng bay trong khi trình diễn "Sparks Fly".

Buổi diễn tiếp tục bằng nhiều thước phim ngắn về cuộc đời của Swift từ thời thơ ấu cho đến lúc cô "trở thành một siêu sao". Swift cùng các vũ công bước ra từ bên trong sân khấu và trình bày "22" trong khi thực hiện "những vũ đạo tràn đầy năng lượng". Sau đoạn điệp khúc thứ hai, cô ngồi trên vai hai vũ công rồi di chuyển xuyên qua khán giả để đến sân khấu B. Tại đó, Swift lần lượt trình bày một bài hát ngẫu hứng, màn song ca "Everything Has Changed" với Ed Sheeran và "Begin Again" trong khi bục xoay ở giữa nâng lên và quay tròn. Trong "Sparks Fly", Swift trình diễn một đoạn guitar 12 dây trước khi rời sân khấu B bằng một chiếc lồng bay. Nghệ sĩ vĩ cầm của ban nhạc có nhiệm vụ mở đầu cho "I Knew You Were Trouble". Swift mặc chiếc đầm trắng xen lẫn vàng xếp nếp lấy cảm hứng từ phong cách thời Victoria của Anh khi trình diễn đoạn đầu bài hát. Các vũ công mang mặt nạ diện trang phục như những người tham dự lễ hội hóa trang trong "một căn phòng khiêu vũ kiểu Gothic" và thực hiện những "vũ đạo phức tạp". Giữa tiết mục, cô cởi bỏ chiếc đầm để lộ bộ trang phục kết hợp giữa áo da màu đen thêu vàng bên hông, quần lưng cao với đôi ủng cao quá đầu gối. Sau khi kết thúc bài hát, Swift mặc thêm một chiếc váy ren màu đen rồi trình bày "All Too Well" trên một cây đàn piano đỏ.
"Love Story" là bài hát tiếp theo, các vũ công ăn mặc như "những búp bê" lần lượt "chui ra từ một chiếc hộp đồ chơi". Swift diện một chiếc đầm trắng dài khi bước ra từ trong chiếc hộp bằng đôi chân trần và cùng các vũ công tái hiện lại vở kịch Romeo và Juliet theo một kết thúc có hậu. Sau khi nhanh chóng thay đổi phục trang, Swift trở lại sân khấu trong một chiếc áo hở lưng màu đen lấp lánh kết hợp với váy xòe trắng kiểu vũ công ba lê để trình diễn "Treacherous". Cô thực hiện một màn xiếc bằng cách di chuyển dọc đường băng giữa sàn diễn hình bán nguyệt khi nó nâng lên trong nửa cuối bài hát. Buổi diễn khép lại với "We Are Never Ever Getting Back Together". Màn trình diễn được dàn dựng như một rạp xiếc lấy cảm hứng từ tiểu thuyết Cuộc phiêu lưu của Alice vào Xứ sở thần tiên nên "đạo cụ và phục trang thật sự kì lạ", vũ công hóa trang thành nhiều nhân vật như "người diễn hí kịch cầm ô đỏ đi trên cà kheo", "người pha trò phủ kín từ đầu đến chân trong bộ quần áo caro đỏ xen lẫn trắng", " nàng tiên mặc váy xòe" hay những chú thỏ, còn Swift là chủ gánh xiếc. Cô diện một chiếc áo khoác đính sequin đỏ kết hợp với chiếc mũ cao khi xuất hiện. Đường băng giữa sàn diễn lần nữa nâng lên và quay vòng trên đầu khán giả, Swift yêu cầu mọi người hát theo mình và kết thúc bài hát bằng những tràng pháo giấy và pháo hoa. Sau khi cùng ban nhạc chào tạm biệt khán giả, Swift đi lên cầu thang và biến mất khỏi sân khấu trước khi năm màn hình hạ xuống và dòng chữ "Cảm ơn" chạy qua.

## Thương mại

### Phát hành vé
Lượt bán vé đầu tiên cho khán giả Bắc Mỹ bắt đầu từ ngày 16 tháng 11 năm 2012, tại châu Đại Dương là từ ngày 21 tháng 5 năm 2013, Anh và Đức lần lượt từ ngày 4 và 25 tháng 10 năm 2013. Lịch bán vé cho các buổi diễn tại châu Á được thông báo bởi ban tổ chức tại mỗi địa phương. Người hâm mộ có thể tìm thấy thông tin vé tại trang web chính thức của Swift hoặc qua trang web của đài ABC News. Khán giả là thành viên của Frontier Touring có cơ hội mua trước vé đối với các chương trình tại châu Đại Dương. Frontier Touring quyết định bố trí các ghế ngồi trên bề mặt các sân vận động ở Úc vì nhiều người hâm mộ Swift còn nhỏ tuổi. Peter Vincent từ The Sydney Morning Herald ghi nhận vé tại khu vực này—có giá từ 85 AUD—đắt hơn so với Bắc Mỹ, nơi Swift yêu cầu mỗi đêm diễn phải bao gồm cả mức giá dưới 50 USD. Jesse Lawrence từ Forbes cho biết The Red Tour là chuyến lưu diễn có giá vé đắt thứ 13 trên thị trường chợ đen vào mùa hè năm 2013, trung bình là 214,03 USD. Đêm diễn tại Trung tâm Verizon ở Washington D.C. có giá vé đắt nhất với mức giá trung bình là 372,29 USD theo TiqIQ. Trong một báo cáo vào năm 2015, Lawrence kết luận giá vé trung bình cho hầu hết các đêm diễn của The Red Tour ở mức 176 USD, thấp hơn 123% so với chuyến lưu diễn tiếp theo của cô, The 1989 World Tour, mà giá vé trung bình có thời điểm lên đến 392 USD.

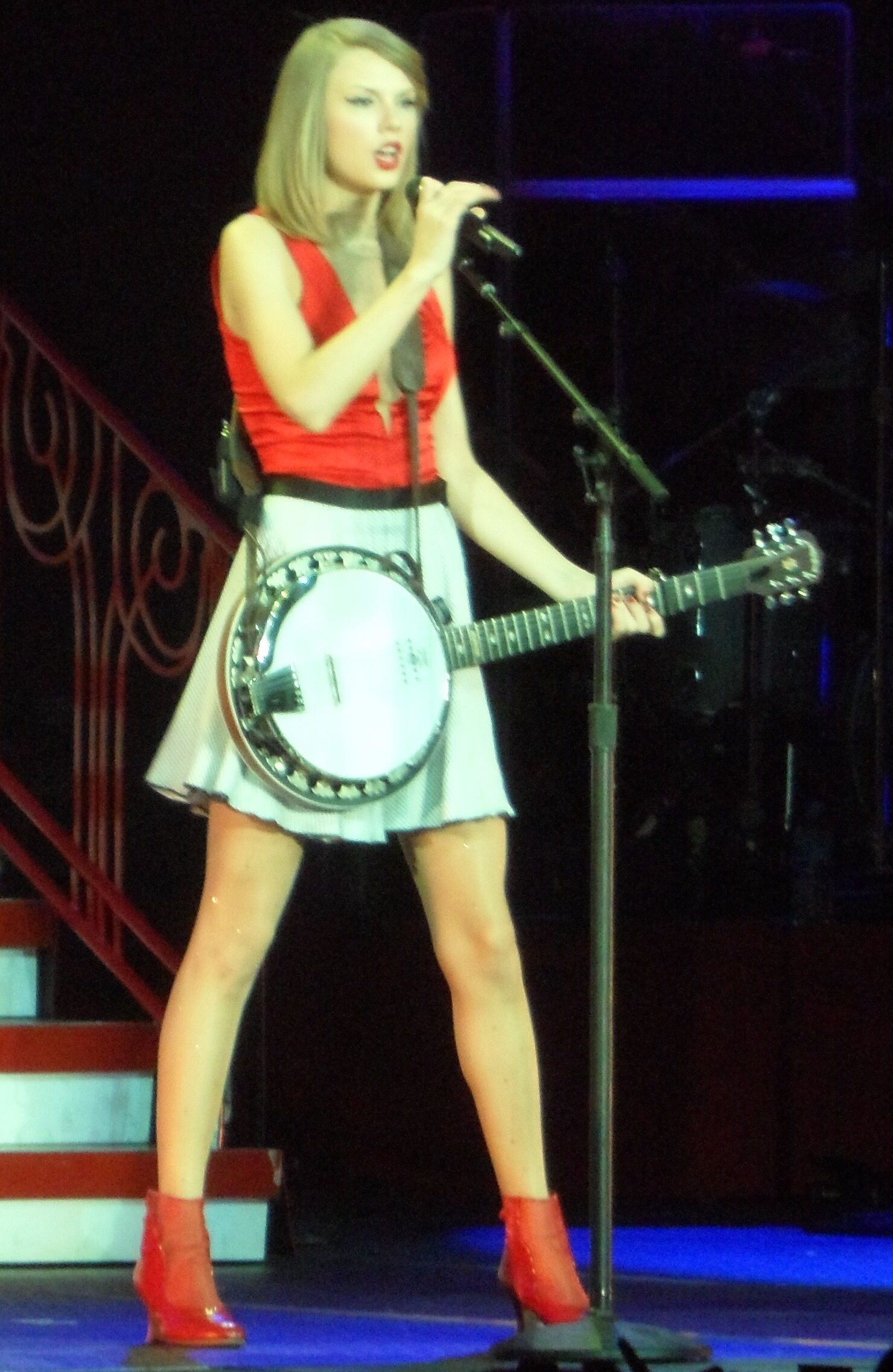
Swift trình diễn "Mean" trong đêm nhạc ngày 9 tháng 6 năm 2014 tại Singapore.

Tình trạng cháy vé xảy ra tại nhiều nơi. Swift chỉ mất 60 giây để bán hết ba đêm diễn tại Los Angeles và San Diego. Vé cho hầu hết các đêm diễn tại Toronto, Washington D.C. và Atlanta bán hết trong vòng 5 phút trong khi vé tại Detroit hết sạch trong vòng 10 phút, tại Chicago hết sạch trong vòng 25 phút. Tổng cộng có 14 đêm diễn tại ba sân vận động và tám đấu trường ở Bắc Mỹ hết sạch vé trong ngày chào bán đầu tiên, bao gồm mười đêm diễn kể trên và bốn đêm diễn khác tại Miami, Tampa, Sacramento và Columbus. Đáp lại nhu cầu cao từ phía khán giả, nữ ca sĩ thông báo thêm bốn đêm diễn nữa tại Toronto (14 tháng 6), Foxborough (26 tháng 7) và Los Angeles (23 và 24 tháng 8). 50.000 vé cho đêm diễn ngày 20 tháng 7 tại Philadelphia bán hết trong vòng 5 phút theo báo cáo từ ban tổ chức, kết quả là đêm diễn tăng cường vào ngày 19 tháng 7 được công bố tại cùng địa điểm. Trong đợt bán trước tại Auckland, Frontier Touring ngay lập tức thêm đêm diễn thứ hai vào lịch trình sau khi toàn bộ vé sẵn có cho đêm diễn ngày 29 tháng 11 hết sạch chỉ trong vài phút. Tại Luân Đôn, đêm diễn thứ tư được bổ sung ngay trong ngày chào bán đầu tiên trước tốc độ cháy vé nhanh chóng của ba đêm diễn ngày 1, 2 và 4 tháng 2 năm 2014. Nhu cầu vé về sau vẫn tăng cao sau khi các đêm diễn trên cháy vé, thúc đẩy Swift tăng cường thêm hai đêm diễn nữa tại Auckland và Luân Đôn. Vé cho nhiều đêm diễn tại châu Á cũng được tẩu tán nhanh trong vòng vài giờ. Riêng tại Thượng Hải, 12.000 vé cho đêm diễn ngày 30 tháng 5 hết sạch trong vòng một phút, lập kỉ lục là buổi diễn bán hết vé nhanh nhất trong lịch sử Trung Quốc. Sau khi hủy bỏ lịch diễn tại Thái Lan, Swift tăng cường thêm đêm diễn thứ hai tại Singapore, cũng tổ chức vào ngày 9 tháng 6. AEG Live Asia tuyên bố cung cấp độc quyền 1.000 vé cho những người đã từng mua vé tham dự chương trình tại Bangkok, đồng thời ưu tiên cho họ một khoảng thời gian mua vé trước khi chào bán cho khán giả Singapore và bổ sung thêm một số lượng vé giới hạn cho các đêm diễn đã bán hết.
Swift lập một kỉ lục mới tại Trung tâm Staples, Los Angeles khi là nữ nghệ sĩ có nhiều buổi diễn cháy vé nhất với tổng cộng 11 buổi sau bốn đêm diễn của The Red Tour, vượt qua kỉ lục tám buổi cháy vé do Britney Spears nắm giữ. Đại diện Trung tâm Staples đã trao tặng Swift một biển kỉ niệm chương cho kỉ lục này. Trong chuyến lưu diễn The 1989 World Tour vào năm 2015, Swift phá vỡ kỉ lục của chính mình với năm đêm diễn, nâng tổng số buổi diễn bán hết lên 16. The Red Tour cũng từng giữ kỉ lục là buổi diễn có tốc độ bán vé nhanh nhất tại Thái Lan khi toàn bộ số vé cho đêm diễn ở Bangkok hết sạch chỉ trong 2 giờ. Kỉ lục này sau đó đã bị V Tour của Maroon 5 phá vỡ vào năm 2015. Swift còn là nữ nghệ sĩ hát đơn đầu tiên trong vòng 20 năm thực hiện một chuyến lưu diễn xuyên qua các sân vận động của Úc kể từ chuyến lưu diễn The Girlie Show của Madonna vào năm 1993, và là nữ nghệ sĩ đầu tiên bán hết vé của sân vận động Allianz tại Sydney kể từ khi nó được mở cửa vào năm 1988.

### Doanh thu

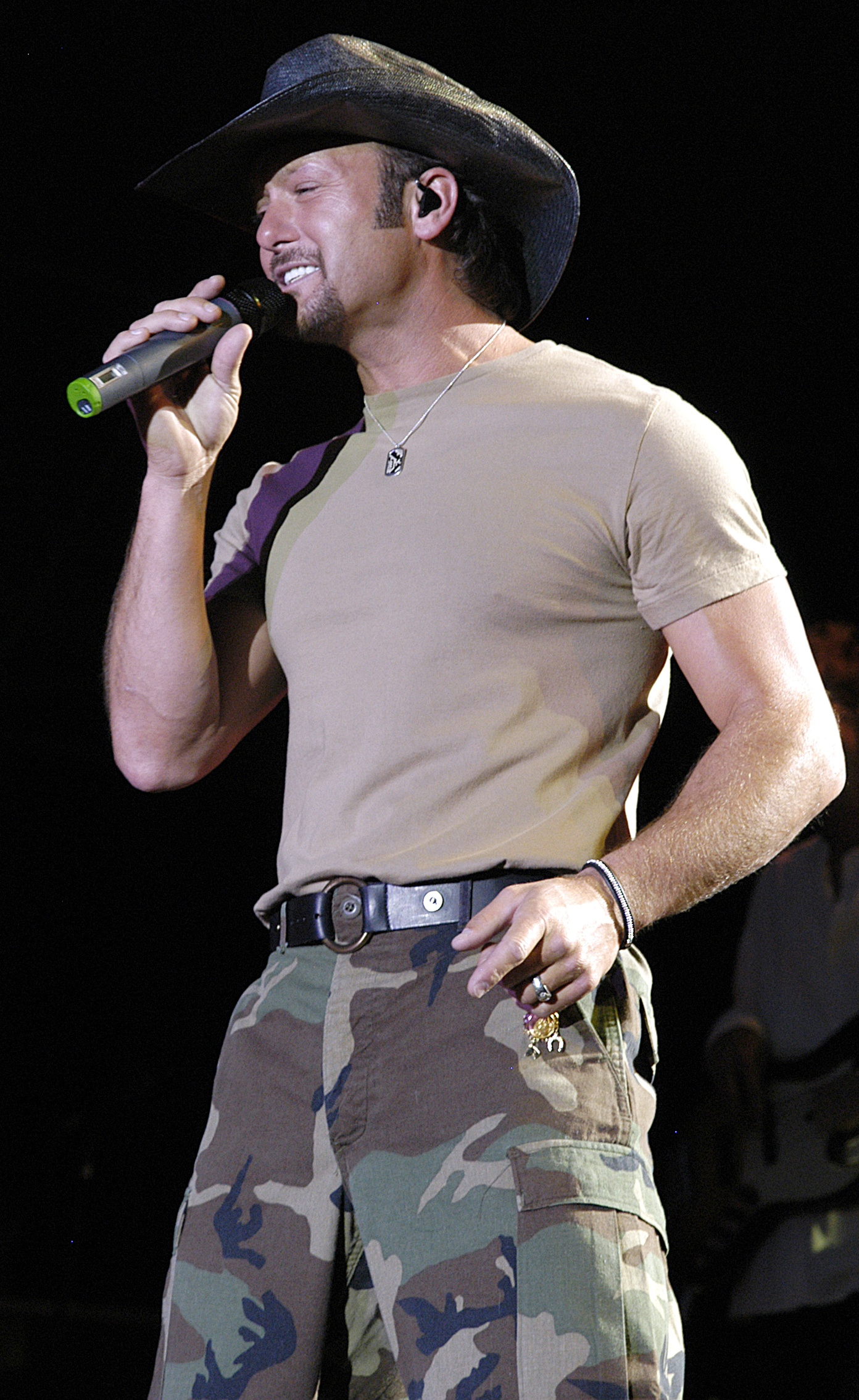
The Red Tour phá vỡ kỉ lục của Tim McGraw (ảnh) và Faith Hill để trở thành chuyến lưu diễn có doanh thu cao nhất mọi thời đại bởi một nghệ sĩ nhạc đồng quê.

Billboard bắt đầu tiết lộ số liệu doanh thu cụ thể từng đêm diễn từ đầu tháng 4 năm 2013 và lần lượt công bố trong các tháng tiếp theo. Trong "Top 25 Tours" giữa năm, tạp chí này xếp The Red Tour ở vị trí thứ 9 với doanh thu đạt trên 38,9 triệu USD (4.887 triệu USD theo thời giá năm 2022) từ 468.956 vé sau 29 đêm diễn. Theo thống kê của Pollstar tính đến tháng 7 năm 2013, The Red Tour thu về 58,5 triệu USD (73.493 triệu USD theo thời giá năm 2022) từ 686.805 vé tiêu thụ sau 37 buổi diễn tại 27 thành phố, đứng thứ 8 trong bảng xếp hạng "2013 Mid-Year Top 100 Worldwide Tours" nhưng lại đứng thứ hai trong "2013 Mid-Year Top 100 North American Tours". Tháng 12 năm 2013, chuyến lưu diễn xếp thứ 7 trong "Top 25 Tours" cuối năm của Billboard nhờ doanh thu đạt 115,4 triệu USD (14.485 triệu USD theo thời giá năm 2022), phục vụ 1.363.510 khán giả sau 66 đêm diễn cháy vé tại Hoa Kỳ và Canada, trở thành chuyến lưu diễn đồng quê có doanh thu cao nhất năm. Pollstar lại đưa ra số liệu khác, báo cáo chặng đầu tiên thu được 112,7 triệu USD (141.583 triệu USD theo thời giá năm 2022) nhờ 1.335.308 vé bán. Cộng với các đêm diễn tại châu Đại Dương, The Red Tour đem về 131 triệu USD (16.457 triệu USD theo thời giá năm 2022) từ 1.481.900 vé sau 73 đêm diễn tại 52 thành phố, trở thành chuyến lưu diễn có doanh thu cao thứ 8 trên toàn thế giới và là chuyến lưu diễn có doanh thu cao nhất tại Bắc Mỹ trong năm 2013. The Red Tour đồng thời cũng là chuyến lưu diễn có doanh thu cao nhất đối với một nghệ sĩ nhạc đồng quê tại khu vực này, vượt qua kỉ lục 97,7 triệu USD (127.097 triệu USD theo thời giá năm 2022) mà chính Swift lập nên trong Speak Now World Tour vào năm 2011. Theo Billboard, nữ ca sĩ kiếm gần 30 triệu USD (3.769 triệu USD theo thời giá năm 2022) từ các hoạt động lưu diễn chỉ tính riêng tại thị trường Hoa Kỳ.
Sau khi kết thúc, Billboard báo cáo The Red Tour thu về gần 150,2 triệu USD (18.567 triệu USD theo thời giá năm 2022) từ 1.702.933 vé tiêu thụ, phá vỡ kỉ lục doanh thu 141 triệu USD (199 triệu USD theo thời giá năm 2022) mà Tim McGraw và Faith Hill lập nên trong chuyến lưu diễn Soul2Soul II Tour (2006-07) để trở thành chuyến lưu diễn có doanh thu cao nhất mọi thời đại bởi một nghệ sĩ nhạc đồng quê. Sân vận động Gillette ở Foxborough là nơi chuyến lưu diễn thành công nhất về mặt thương mại với doanh thu đạt 9,4 triệu USD từ 110.712 vé tiêu thụ trong hai đêm diễn vào ngày 26 và 27 tháng 7 năm 2013, còn O2 của Luân Đôn là nhà thi đấu đứng đầu về số liệu doanh thu và lượng khán giả khi đem về 5,8 triệu USD từ 74.740 vé tiêu thụ suốt năm đêm diễn. Fargodome ghi nhận số lượng người tham dự cao nhất trong số các nhà thi đấu có một ngày diễn khi thu hút 21.073 khán giả trong khi Mercedes Benz tại Thượng Hải là nhà thi đấu có doanh thu cao nhất trong một đêm với doanh thu đạt 1,8 triệu USD. Đối với các sân vận động chỉ có một ngày diễn thì Heinz Field của Pittsburgh đứng đầu về doanh thu và số lượng người tham dự, mang về hơn 4,7 triệu USD tiền vé từ 56.047 khán giả. Theo Pollstar, hai chặng châu Âu và châu Á thu về 16,8 triệu USD từ 159.248 vé, nâng tổng doanh thu trong hai năm lên 147,8 triệu USD (182.704 triệu USD theo thời giá năm 2022) từ 1.641.148 vé
. Tạp chí này xếp chuyến lưu diễn ở vị trí thứ thứ 42 trong danh sách "2014 Mid-Year Top 100 Worldwide Tours" và thứ 97 trong "2014 Year-End Top 100 Worldwide Tours".
Đêm diễn tại sân vận động Etihad, Melbourne đứng ở vị trí thứ 91 trong "Top 100 International Boxoffice" của Pollstar vào năm 2013. Cũng trong bảng xếp hạng này vào năm 2014, năm đêm diễn cháy vé tại Nhà thi đấu O2 của Luân Đôn lại đứng ở vị trí thứ 51. The Red Tour cũng trở thành chuyến lưu diễn sở hữu nhiều vị trí nhất trong danh sách "2013 Year-End Top 200 Concert Grosses" tính tại Bắc Mỹ khi chiếm đến 21 vị trí, gồm cả 13 địa điểm biểu diễn từng lọt vào bảng xếp hạng "Top 100 Concert Grosses" giữa năm 2013.

## Đánh giá chuyên môn
The Red Tour nhận nhiều phản hồi tính cực từ các nhà phê bình. Đánh giá đêm diễn đầu tiên tại Newark, Jon Caramanica từ The New York Times viết rằng, "những điều tuyệt vời liên tiếp diễn ra trong [suốt chương trình]. Swift trình diễn giống như không hề có một kịch bản cho trước, chỉ có lý trí đang hoạt động. Giọng hát của Swift mạnh mẽ hơn bao giờ hết. Cô biểu diễn một cách đầy sống động trên cây đàn piano, tạo nên những cảm xúc hoàn hảo". Ông nhận định Swift sẽ không trở thành một Madonna hay Katy Perry nhưng lại thấy rằng cô ngày càng xa lánh dòng nhạc đồng quê qua ca khúc "I Knew You Were Trouble". Trong một đánh giá tích cực cho tạp chí Rolling Stones, Rob Sheffield mô tả đây là "một chương trình vô cùng đặc sắc. Nó cho thấy Taylor Swift là kẻ bất khả chiến bại trong cuộc chiến không đối thủ của cô ấy. Không ai có thể chạm đến cô ấy kể từ trong những cảm xúc cho đến âm nhạc. Red đầy thú vị, vô cùng thông minh và thứ tuyệt nhất trong lúc này. Hãy nhìn Taylor trên sân khấu... xem sự nhiệt tình của người hâm mộ, sự gắn kết giữa nghệ sĩ và khán giả. Cô ấy thật sự là nữ thần của dòng nhạc arena-rock ở một đỉnh cao tuyệt vời". Chris Payne từ Billboard cảm thấy buổi hòa nhạc của Swift như "một buổi diễn Pop hạng A nhưng hiếm khi lôi cuốn bởi những ý tưởng chủ đạo của nó", trong khi Eric Sundermann từ The Village Voice cảm thấy buổi diễn như một vở nhạc kịch Broadway hay Cirque du Soleil. Ông khen ngợi việc "The Red Tour được dàn dựng và biên đạo thật công phu" và khẳng định Swift "sinh ra để trở thành một nghệ sĩ."

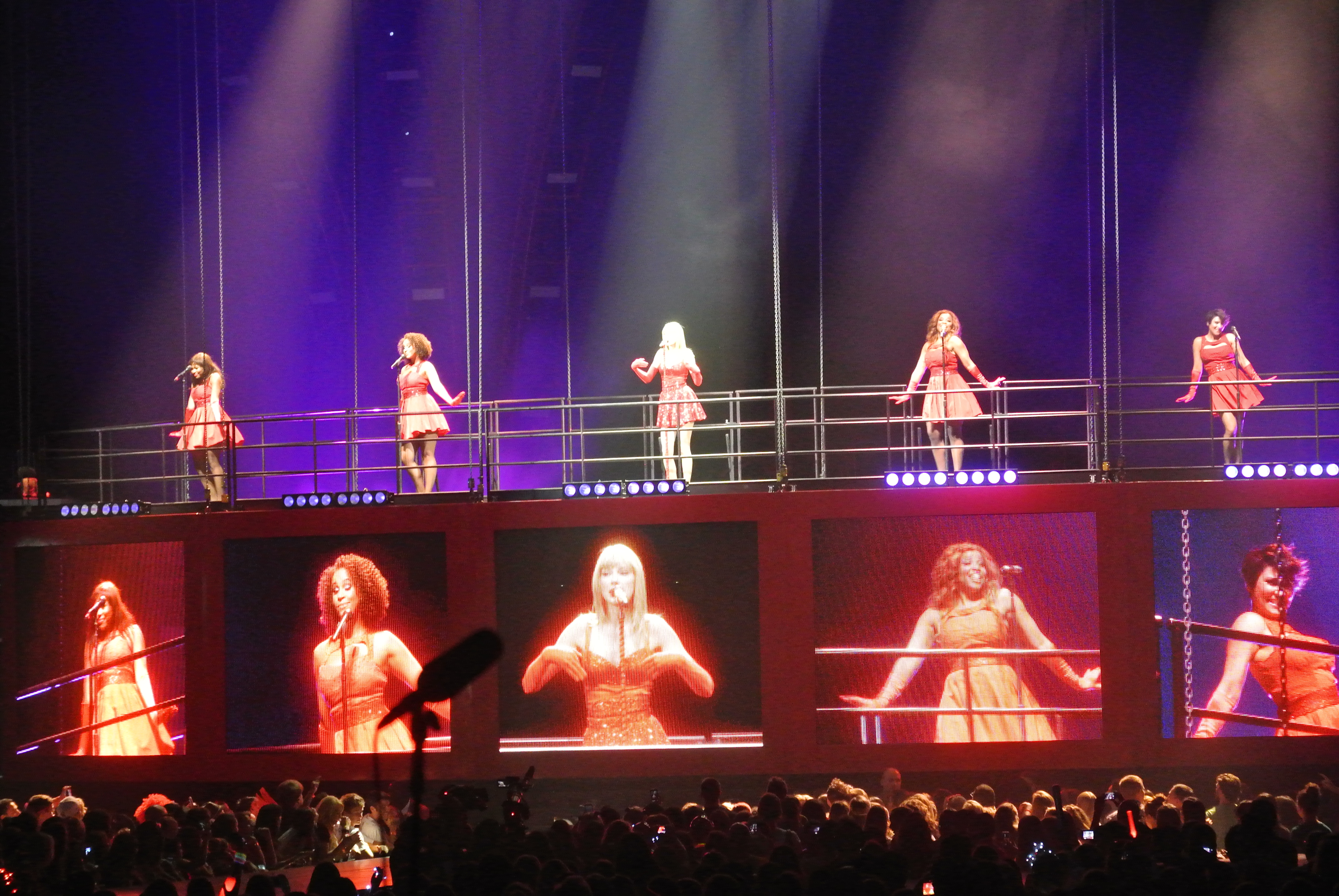
Dalton Ross từ Entertainment Weekly nhận xét màn trình diễn phiên bản mới của "You Belong With Me" (ảnh) chính là bất ngờ lớn nhất trong đêm diễn.

Mario Tarradell từ The Dallas Morning News khen ngợi các phần trình diễn từ album Red, đặc biệt tỏ ra thích thú trước màn song ca "Everything Has Changed" giữa Swift với Ed Sheeran. Ông gọi "I Knew You Were Trouble" là "dấu hiệu cho thấy sự trưởng thành của Swift" còn "Treacherous" là "một màn trình diễn đáng nhớ" nhưng lại cho rằng "Mean" và "Sparks Fly" là những bài hát dư thừa trong danh sách tiết mục. Đánh giá đêm diễn đầu tiên tại Los Angeles, Rebecca Ford của The Hollywood Reporter khen ngợi "The Red Tour thật rực rỡ với nhiều cảnh tượng đầy màu sắc" nhưng lại nhận định "những màn trình diễn mạnh mẽ nhất của Swift là nhờ những bài hát có nhịp điệu nhanh cùng sự hỗ trợ của các vũ công, ca sĩ hát bè, trang phục thay đổi liên tục và đầu tư nhiều vào việc dàn dựng buổi diễn" chứ không phải nhờ giọng hát "không vững hay quá mềm" của Swift. Randall Robert từ Los Angeles Times nhận thấy đêm nhạc diễn ra rất tự nhiên dù mức độ dàn dựng tương đương với chương trình Cirque du Soleil, đồng thời khen ngợi tính "liền mạch" trong khâu thực hiện. Owen R. Smith từ The Seattle Times tỏ ra không quá bất ngờ trước những lần thay đổi phục trang và thiết lập sân khấu ấn tượng giữa mỗi tiết mục dù vẫn khen ngợi cảnh tượng hoàn hảo của buổi diễn. Ông cũng nhận thấy "Swift có một chút rắc rối" khi trình diễn trực tiếp một số bài hát ăn khách và chỉ ra sự mâu thuẫn trong phong cách âm nhạc giữa các bài hát từ hai album Fearless và Red. Jordan Kretchmer từ The Guardian tặng buổi diễn tại Sydney năm trên năm sao, viết rằng "không giống như nhiều đồng nghiệp khác, Swift trình diễn bằng nhiều loại nhạc cụ, và không bỏ lỡ bất kì cơ hội nào để khoe tài năng của mình". Kretchmer còn so sánh The Red Tour với The Mrs. Carter Show World Tour của Beyoncé và kết luận "buổi diễn đã đưa Swift trở về nơi mà cô ấy xuất sắc nhất: sân khấu".
Will Hodgkinson từ The Times phong tặng đêm diễn tại Luân Đôn bốn trên năm sao, nhận thấy Swift mang đến "một giấc mơ vô cùng rực rỡ" và ca ngợi việc cô "cân bằng được tính chuyên nghiệp và sự thân tình vốn là điều tuyệt nhất trong âm nhạc một cách hoàn hảo." Kết thúc bài đánh giá, tác giả khẳng định "Swift đã thực hiện thành công buổi diễn bằng cách thấu hiểu chính xác những gì khán giả trông đợi ở cô. Điều đó thật ấn tượng." Rebecca Nicholson từ The Guardian phong tặng đêm diễn tại Luân Đôn năm trên năm sao, mô tả Swift "là một người hoàn toàn được lòng đám đông" và là "người biết cách thực hiện một buổi diễn". Nicholson còn nhận thấy chất đồng quê trong chương trình của Swift đã vơi đi nhiều, ngoại trừ màn trình diễn "Mean" và "Swift có vẻ như đã tìm thấy chỗ đứng của mình trong làng nhạc Pop." Ben Walsh từ The Independent khẳng định buổi diễn tại Luân Đôn "không thực sự là buổi diễn về dòng nhạc đồng quê. Đây là Pop. Một buổi diễn Pop cầu kì" và dành nhiều lời khen ngợi, viết rằng "The Red Tour của Swift là một cảnh tượng thật hấp dẫn, nữ triệu phú này là một tài năng thực sự và là một người viết nhạc khéo léo. [Swift] hiểu rõ thị trường của mình và biết được Luân Đôn yêu quý cô như thế nào. [Buổi diễn] trông như một cuộc vận động bầu cử Mỹ hay là một hội nghị truyền giáo." Emma Dibdin của Digital Spy tặng buổi diễn tại Luân Đôn năm trên năm sao, miêu tả "chuyến lưu diễn là sự kết hợp giữa cảnh tượng kì quái cùng những cảm xúc thân mật của Swift". Dibdin khen ngợi phần thiết lập sân khấu của buổi diễn "là một thắng lợi về mặt kĩ thuật", đồng thời coi quá trình chuyển tiếp từ bản ballad "All Too Well" qua "Love Story" là một trong những khoảnh khắc đáng chú ý nhất của chương trình khi cảm thấy "câu chuyện Romeo và Juliet với một kết thúc cổ tích đã thay thế cho những bi kịch" từ "một cuộc tình tan vỡ". Nữ phóng viên kết luận rằng The Red Tour đã "tận dụng một cách chính xác những yếu tố giúp Swift trở thành một hình tượng mạnh mẽ trong mắt khán giả, một sự pha trộn chân thật giữa khát vọng và những điều liên quan." Alice Vincent từ The Daily Telegraph cho buổi diễn tại Luân Đôn ba trên năm sao, phê bình giọng hát "run rẩy" của Swift trong "You Belong With Me" và "22", đồng thời cho rằng việc buổi diễn được dàn dựng quá nhiều đã đánh mất đi sự mộc mạc mà Swift thường có khi cô độc tấu cùng nhiều nhạc cụ như băng cầm hay piano. Tuy nhiên, cây bút này lại ấn tượng trước sự nhiệt huyết của khán giả, sự vui tươi của buổi diễn và công nhận "tài năng thực sự của Swift trong sáng tác âm nhạc và nghệ thuật trình diễn".

### Giải thưởng và đề cử
Trong một cuộc khảo sát vào giữa năm 2013, The Red Tour được 27% độc giả Billboard bình chọn là chuyến lưu diễn xuất sắc nhất, cùng với Diamonds World Tour của Rihanna (20%) và Because We Can Tour của Bon Jovi (16%). Chuyến lưu diễn nhận được một đề cử tại giải thưởng Teen Choice 2013 trong hạng mục "Chuyến lưu diễn mùa hè xuất sắc nhất" nhưng để lọt vào tay chuyến lưu diễn Take Me Home Tour của One Direction. Tại giải thưởng Lưu diễn Billboard 2013, The Red Tour thắng ở hạng mục "Màn kết hợp tốt nhất", đồng thời nhận hai đề cử cho "Buổi diễn được quảng bá tốt nhất" và "Sự lựa chọn từ người hâm mộ của Eventful". The Sydney Morning Herald xếp buổi diễn của Swift tại sân vận động Suncorp ở vị trí thứ tư trong danh sách 10 buổi hòa nhạc hay nhất năm 2013 diễn ra xung quanh Brisbane, còn Jon Caramanica từ The New York Times xếp buổi diễn ngày 27 tháng 3 tại Trung tâm Prudential, Newark ở vị trí thứ 8. Buổi diễn ngày 7 tháng 2 năm 2014 tại Berlin được đề cử cho hạng mục "Buổi diễn của năm" tại giải thưởng PRG Live Entertainment Awards lần thứ 10. Chuyến lưu diễn cũng đem về cho Swift một số đề cử ở các hạng mục như "Nghệ sĩ lưu diễn của năm" tại giải Âm nhạc Đồng quê Mỹ, "Trình diễn trực tiếp xuất sắc nhất" tại giải Âm nhạc châu Âu của MTV và hai đề cử tại giải thưởng Pollstar lần thứ 25 cho "Chuyến lưu diễn xuất sắc nhất" và "Sân khấu sáng tạo nhất".

## Ghi hình và phát sóng

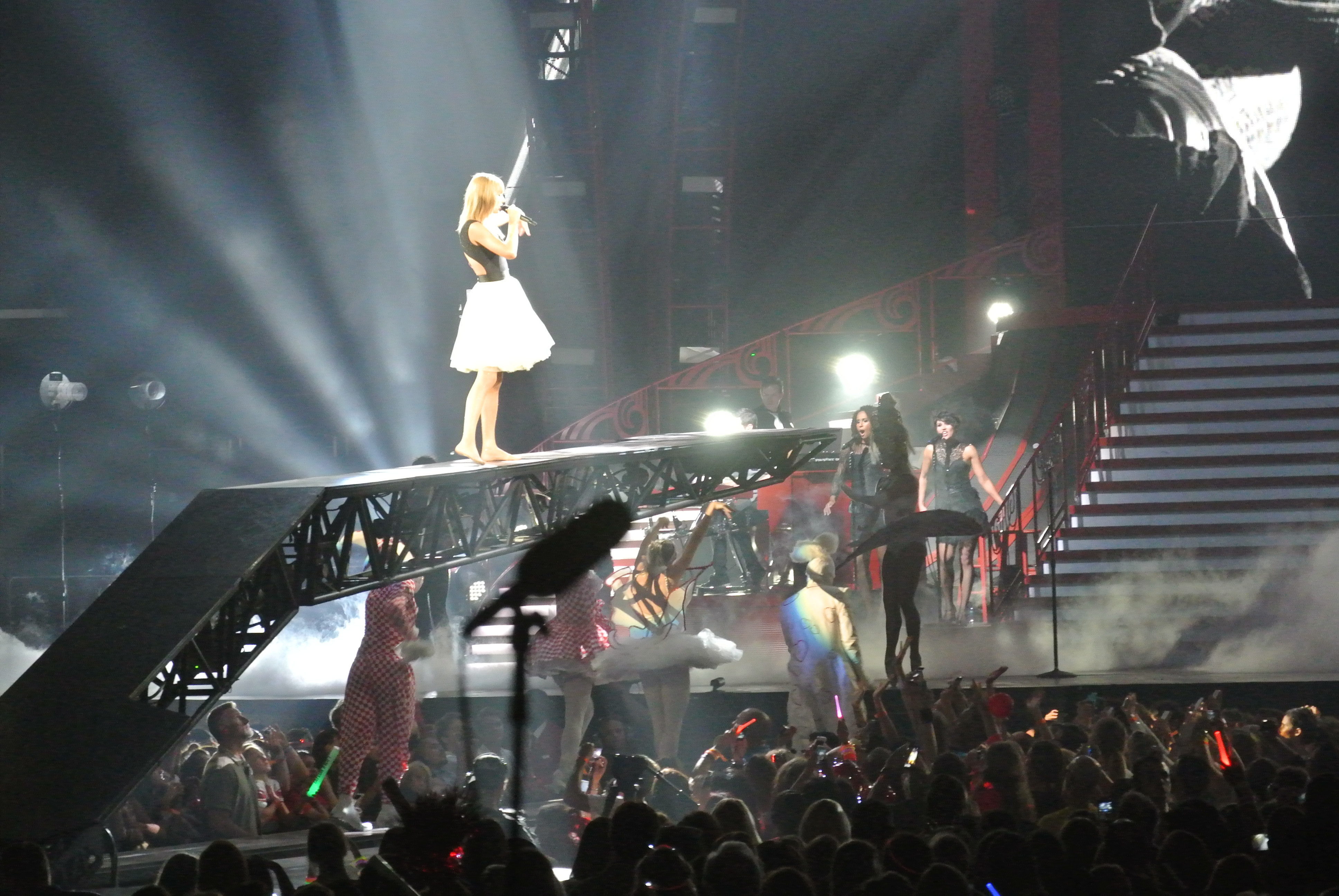
Swift di chuyển trên đường băng giữa sàn diễn hình bán nguyệt trong khi trình diễn "Treacherous".

Sau đêm diễn đầu tiên tại Omaha, Swift tiết lộ ba đoạn video ghi lại cảnh cô trình diễn trống trong "Holy Ground", guitar điện trong "Red" và guitar 12 dây trong "Sparks Fly" trên kênh YouTube và trang web chính thức của mình. Từ tháng 7 đến tháng 10 năm 2013, cô lần lượt tung các video hậu trường kể về trải nghiệm của các khách mời đặc biệt khi tham gia chuyến lưu diễn tại Foxborough, Los Angeles và Nashville. Riêng toàn bộ phần trình diễn "Jenny from the Block" giữa Swift và Jennifer Lopez được tải lên YouTube vào ngày 12 tháng 9 năm 2013, còn video tại Nashville bao gồm cả cảnh Ed Sheeran ăn mặc như chú hề khi xuất hiện trên sân khấu trong màn trình diễn "We Are Never Ever Getting Back Together". Màn trình diễn "The Last Time" cùng Gary Lightbody tại Sacramento được ghi hình cho video âm nhạc quảng bá đĩa đơn cùng tên, trong khi video âm nhạc cho đĩa đơn "Red" tập hợp nhiều phân cảnh trình diễn của Swift tại một số thành phố.
Trong chương trình truyền hình trực tiếp Macy’s 4th of July Fireworks Spectacular chào mừng Quốc khánh Mỹ lần thứ 237 vào ngày 4 tháng 7 năm 2013, kênh NBC đã phát sóng hai màn trình diễn "We Are Never Ever Getting Back Together" và "Everything Has Changed" ghi hình từ buổi hòa nhạc ngày 25 tháng 5 tại sân vận động Cowboys, Arlington. Sau đó vào ngày 6 tháng 12 cùng năm, màn trình diễn "I Knew You Were Trouble" ghi hình từ buổi hòa nhạc ngày 4 tháng 12 tại sân vận động Allianz, Sydney được kênh CBS phát sóng trong chương trình truyền hình trực tiếp công bố các đề cử cho giải Grammy lần thứ 56 với tựa đề The Grammy Nominations Concert Live – Countdown to Music's Biggest Night.

## Các sự cố

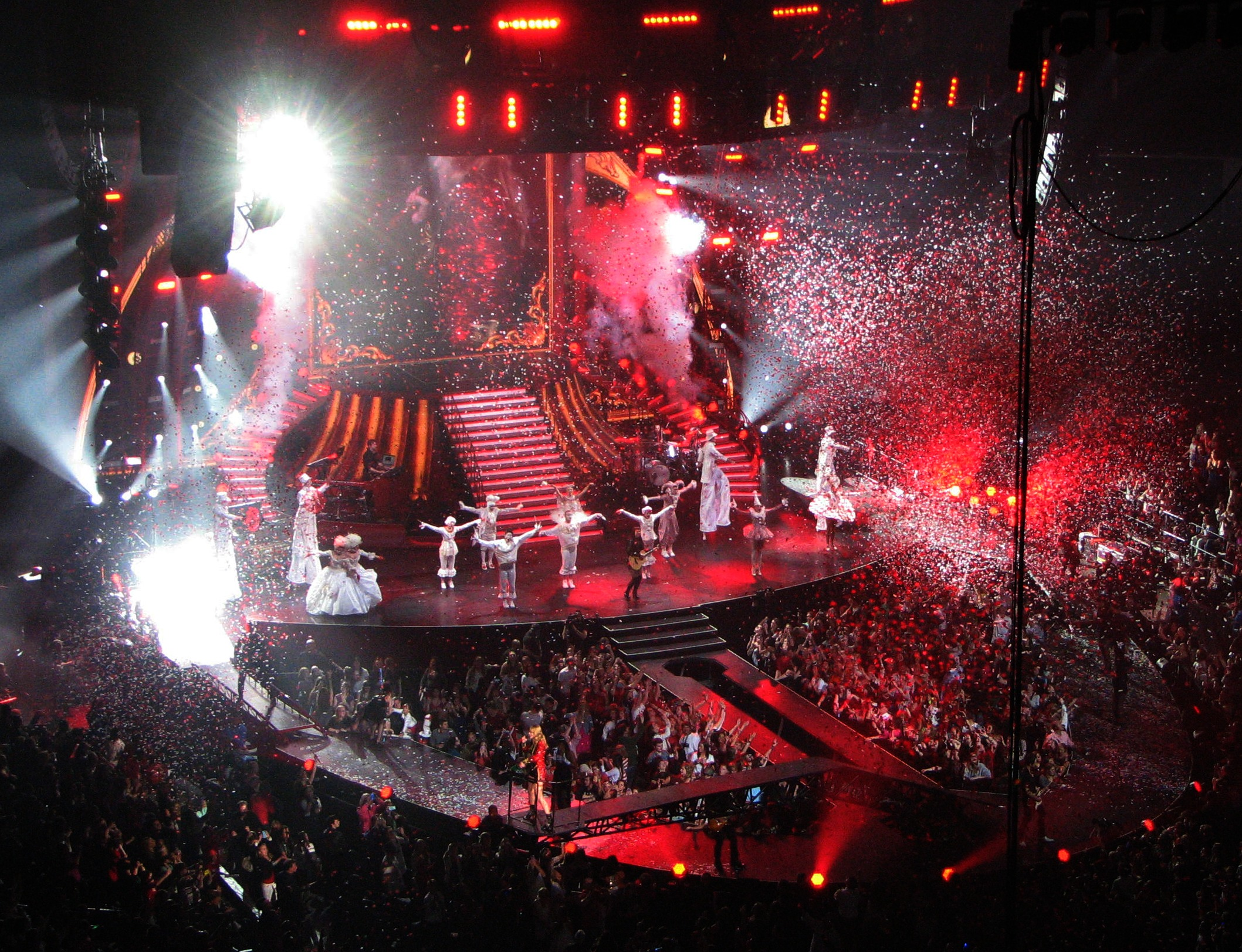
Toàn cảnh sân khấu trong màn trình diễn "We Are Never Ever Getting Back Together" với những tràn pháo giấy rơi từ trần nhà, trong khi đường băng giữa sàn diễn hình bán nguyệt đang nâng lên và xoay vòng trên đầu khán giả.

Trong đêm diễn ngày 27 tháng 3 năm 2013 tại Newark, một sự cố kĩ thuật xảy ra với tai nghe và guitar của Ed Sheeran khi anh đang trình diễn "Everything Has Changed" với Swift khiến âm thanh bị trục trặc suốt nửa đầu bài hát. Buổi diễn ngày 20 tháng 7 tại Philadelphia đã bị hoãn gần hai giờ đồng hồ do mưa lớn và sấm sét. Khán giả buộc phải sơ tán vào khu vực phòng chờ bên trong sân vận động và được phép trở lại chỗ ngồi sau khi mưa tạnh vào lúc 22:30 theo giờ địa phương. Trong đêm diễn đầu tiên tại Luân Đôn, một khán giả là đàn ông đã chạy lên sân khấu và tiếp cận Swift trong lúc cô đang bước lên cầu thang để chuẩn bị đi xuống hậu trường sau màn trình diễn "We Are Never Ever Getting Back Together". Swift khi đó vẫn giữ được bình tĩnh và còn bắt tay với vị khán giả này trước khi anh ta bị hai bảo vệ lôi ra khỏi sân khấu. Tình trạng này cũng từng xảy ra trong đêm diễn ngày 29 tháng 5 tại Glendale. Trong đêm diễn ngày 10 tháng 2 tại Luân Đôn, thành viên Connor Ball của ban nhạc The Vamps đã bị hụt chân và ngã khỏi sân khấu khi đang trình diễn. Ban nhạc sau đó xác nhận Ball chỉ bị thương nhẹ nhưng vẫn cần phải nghỉ ngơi vài ngày.
Sân khấu trong đêm diễn ngày 7 tháng 12 năm 2013 tại sân vận động Suncorp, Brisbane đã gặp trục trặc khi một phần sàn bị đổ sập ở khu vực có hạng vé đắt nhất khiến ban tổ chức phải sơ tán khán giả ở hàng ghế này đi nơi khác. Toàn bộ sân vận động đã chìm trong bóng tối khoảng năm phút và Swift liền xuất hiện trên sân khấu để trò chuyện với khán giả trong khi chờ khắc phục sự cố. Sau đêm diễn, người hâm mộ Swift đã thể hiện sự không hài lòng trên mạng xã hội. Một số cho biết họ đã bỏ lỡ rất nhiều bài hát do bị buộc phải rời khỏi chỗ ngồi ban đầu và di chuyển xung quanh sân vận động trong khi nhiều người khác chỉ trích thái độ phục vụ của đội ngũ bảo vệ. Frontier Touring, công ty quảng bá The Red Tour tại Úc, cho biết "sự cố đã ảnh hưởng chưa đến 1% khán giả tham dự...An toàn của người hâm mộ Swift là tiêu chí quan trọng [của chúng tôi], và một khi an toàn đã được đảm bảo thì buổi diễn mới tiếp tục". Công ty quảng bá cũng tuyên bố sẽ bồi thường hợp lệ cho những người bị ảnh hưởng bằng cách hoàn trả lại tiền vé và khuyên họ liên hệ với Ticketek để thực hiện các thỏa thuận cần thiết.

## Danh sách tiết mục
Đây là danh sách tiết mục trong đêm diễn ngày 27 tháng 3 năm 2013 tại Trung tâm Prudential, Newark. Nó không phải là danh sách đại diện và đã được thay đổi trong nhiều đêm diễn khác nhau tại Bắc Mỹ và Anh. Liên khúc "Stay Stay Stay" xen kẽ với "Ho Hey", "Everything Has Changed" và "Begin Again" không có trong danh sách tiết mục tại Anh.
1. "State of Grace"
2. "Holy Ground"
3. "Red"
4. "You Belong with Me"
5. "The Lucky One"
6. "Mean"
7. "Stay Stay Stay" (xen kẽ với "Ho Hey" của The Lumineers)
8. "22"
9. "Starlight" (acoustic) (hoặc một số bài hát ngẫu hứng khác)
10. "Everything Has Changed" (song ca cùng với Ed Sheeran)
11. "Begin Again"
12. "Sparks Fly"
13. "I Knew You Were Trouble"
14. "All Too Well"
15. "Love Story"
16. "Treacherous"
17. "We Are Never Ever Getting Back Together"

Đây là danh sách tiết mục trong đêm diễn ngày 7 tháng 12 năm 2013 tại sân vận động Suncorp, Brisbane. Nó là danh sách đại diện cho hầu hết các đêm diễn tại châu Đại Dương. Danh sách tiết mục tại Đức và châu Á gần giống với danh sách này nhưng được thay đổi qua nhiều đêm diễn khác nhau. "Treacherous" không có trong danh sách tiết mục tại châu Á trong khi "Begin Again" thay bằng một số bài hát ngẫu hứng, được trình diễn trước "You Belong with Me".
1. "State of Grace"
2. "Holy Ground"
3. "Red"
4. "The Lucky Ones"
5. "Mean"
6. "22"
7. "You Belong with Me" (acoustic)
8. "Begin Again" (acoustic)
9. "Sparks Fly"
10. "I Knew You Were Trouble"
11. "All Too Well"
12. "Love Story"
13. "Treacherous"
14. "We Are Never Getting Back Together"

Bài hát ngẫu hứng
Dưới đây là danh sách một số bài hát ngẫu hứng được Swift trình bày theo phiên bản acoustic trong nhiều đêm diễn khác nhau trên sân khấu B.
- Trong đêm diễn đầu tiên tại Omaha, Swift trình diễn "I Almost Do".[168]
- Trong đêm diễn đầu tiên tại St. Louis, đêm diễn tại East Rutherford, Swift trình diễn "Should've Said No".[169][170]
- Trong đêm diễn thứ hai tại St. Louis, Swift trình diễn "Cold as You".[171]
- Trong đêm diễn đầu tiên tại Toronto, Swift trình diễn "Tim McGraw".[52]
- Trong đêm diễn tại Columbia, Swift trình diễn "Forever & Away".[99]
- Trong đêm diễn thứ hai tại Newark, Swift trình diễn "The Story of Us".[137]
- Trong đêm diễn thứ ba tại Newark, Swift trình diễn "You're Not Sorry".[172]
- Trong đêm diễn tại Miami, Swift trình diễn "Today Was a Fairytale".[96]
- Trong một số đêm diễn như tại Pittsburgh, Swift trình diễn "Our Song".[95]
- Trong một số đêm diễn như tại Indianapolis, Swift trình diễn "Mine".[173]
- Trong một số đêm diễn như tại San Diego, Swift trình diễn "Fifteen".[174]
- Trong đêm diễn tại Cleveland, Swift trình diễn "The Best Day".[175]
- Trong đêm diễn đầu tiên tại Los Angles, Swift trình diễn "Ours".[83]
- Trong một số đêm diễn như tại Portland, Swift trình diễn "Enchanted".[176]
- Trong đêm diễn đầu tiên tại Washington D.C, Swift trình diễn "Never Grow Up".[177]
- Trong một số đêm diễn như tại Chicago, Houston, đêm diễn đầu tiên tại Luân Đôn, Swift trình diễn "Fearless".[37][45][178]
- Trong đêm diễn đầu tiên tại Philadelphia và đêm diễn tại Austin, Swift trình diễn "Safe & Sound".[179][180]
- Trong đêm diễn đầu tiên tại Singapore, Swift trình diễn "Teardrops on My Guitar".[87]
- Trong đêm diễn đầu tiên tại Glendale, Swift trình diễn "Haunted".[181]
- Trong đêm diễn tại Vancouver, Swift trình diễn "Long Live".[182]
- Trong đêm diễn tại Tulsa, Swift trình diễn "Hey Stephen".[183]
- Trong đêm diễn đầu tiên tại St. Paul, Swift trình diễn "Tell Me Why".[184]
- Trong đêm diễn tại Charlottesville, Swift trình diễn "Last Kiss".[185]

Khách mời đặc biệt
Swift gây bất ngờ cho khán giả ở nhiều đêm diễn bằng việc mời các khách mời đặc biệt là nghệ sĩ lên sân khấu và trình diễn cùng cô.
- 19 tháng 3 năm 2013 - St. Louis: "Hey Porsche" với Nelly.[186]
- 28 tháng 3 năm 2013 - Newark: "Everybody Talks" với Tyler Glenn từ nhóm Neon Trees.[137]
- 29 tháng 3 năm 2013 - Newark: "Drive By" với Pat Monahan từ ban nhạc Train.[187]
- 19 tháng 4 năm 2013 - Atlanta: "Both of Us" với B.o.B.[188]
- 13 tháng 7 năm 2013 - East Rutherford: "My Songs Know What You Did in the Dark (Light Em Up)" với Patrick Stump từ nhóm Fall Out Boy.[189]
- 26 tháng 7 năm 2013 - Foxborough: "You're So Vain" với Carly Simon.[190]
- 19 tháng 8 năm 2013 - Los Angeles: "Want U Back" với Cher Lloyd và "Brave" với Sara Bareilles.[83]
- 20 tháng 8 năm 2013 - Los Angeles: "Closer" with Tegan và Sara.[191]
- 23 tháng 8 năm 2013 - Los Angeles: "Anything Could Happen" với Ellie Goulding.[192]
- 24 tháng 8 năm 2013 - Los Angeles: "Jenny from the Block" với Jennifer Lopez.[193]
- 27 tháng 8 năm 2013 - Sacramento: "The Last Time" với Gary Lightbody từ nhóm Snow Patrol.[194]
- 19 tháng 9 năm 2013 - Nashville: "I Don't Want This Night to End" với Luke Bryan.[195]
- 20 tháng 9 năm 2013 - Nashville: "What Hurts the Most" với Rascal Flatts.[196]
- 21 tháng 9 năm 2013 - Nashville: "I Want Crazy" với Hunter Hayes.[197]
- 1 tháng 2 năm 2014 - Luân Đôn: "Lego House" với Ed Sheeran.[45]
- 2 tháng 2 năm 2014 - Luân Đôn: "Money on My Mind" với Sam Smith.[198]
- 4 tháng 2 năm 2014 - Luân Đôn: "Breakeven" với Danny O'Donoghue từ The Script.[199][200]
- 7 tháng 2 năm 2014 - Berlin: "I See Fire" với Ed Sheeran.[89]
- 10 tháng 2 năm 2014 - Luân Đôn: "Next to Me" với Emeli Sandé.[201]
- 11 tháng 2 năm 2014 - Luân Đôn: "Burn" với Ellie Goulding.[202]

## Lịch trình
| Ngày                 | Thành phố           | Quốc gia    | Địa điểm                         | Nghệ sĩ mở màn                                | Số người tham dự             | Doanh thu    |
| Bắc Mỹ               | Bắc Mỹ              | Bắc Mỹ      | Bắc Mỹ                           | Bắc Mỹ                                        | Bắc Mỹ                       | Bắc Mỹ       |
| -------------------- | ------------------- | ----------- | -------------------------------- | --------------------------------------------- | ---------------------------- | ------------ |
| 13 tháng 3 năm 2013  | Omaha               | Hoa Kỳ      | CenturyLink Center Omaha         | Ed Sheeran Brett Eldredge                     | 27.877 / 27.877              | $2.243.164   |
| 14 tháng 3 năm 2013  | Omaha               | Hoa Kỳ      | CenturyLink Center Omaha         | Ed Sheeran Brett Eldredge                     | 27.877 / 27.877              | $2.243.164   |
| 18 tháng 3 năm 2013  | St. Louis           | Hoa Kỳ      | Trung tâm Scottrade              | Ed Sheeran Brett Eldredge                     | 28.582 / 28.582              | $2.346.203   |
| 19 tháng 3 năm 2013  | St. Louis           | Hoa Kỳ      | Trung tâm Scottrade              | Ed Sheeran Brett Eldredge                     | 28.582 / 28.582              | $2.346.203   |
| 22 tháng 3 năm 2013  | Charlotte           | Hoa Kỳ      | Nhà thi đấu Time Warner Cable    | Ed Sheeran Brett Eldredge                     | 14.686 / 14.686              | $1.162.733   |
| 23 tháng 3 năm 2013  | Columbia            | Hoa Kỳ      | Nhà thi đấu Colonial Life        | Ed Sheeran Brett Eldredge                     | 12.490 / 12.490              | $996.114     |
| 27 tháng 3 năm 2013  | Newark              | Hoa Kỳ      | Trung tâm Prudential             | Ed Sheeran Florida Georgia Line               | 38.065 / 38.065              | $3.565.317   |
| 28 tháng 3 năm 2013  | Newark              | Hoa Kỳ      | Trung tâm Prudential             | Ed Sheeran Florida Georgia Line               | 38.065 / 38.065              | $3.565.317   |
| 29 tháng 3 năm 2013  | Newark              | Hoa Kỳ      | Trung tâm Prudential             | Ed Sheeran Florida Georgia Line               | 38.065 / 38.065              | $3.565.317   |
| 10 tháng 4 năm 2013  | Miami               | Hoa Kỳ      | Nhà thi đấu American Airlines    | Ed Sheeran Brett Eldredge                     | 12.808 / 12.808              | $1.010.175   |
| 11 tháng 4 năm 2013  | Orlando             | Hoa Kỳ      | Trung tâm Amway                  | Ed Sheeran Brett Eldredge                     | 25.617 / 25.617              | $2.054.128   |
| 12 tháng 4 năm 2013  | Orlando             | Hoa Kỳ      | Trung tâm Amway                  | Ed Sheeran Brett Eldredge                     | 25.617 / 25.617              | $2.054.128   |
| 18 tháng 4 năm 2013  | Atlanta             | Hoa Kỳ      | Philips Arena                    | Ed Sheeran Brett Eldredge                     | 25.471 / 25.471              | $2.048.023   |
| 19 tháng 4 năm 2013  | Atlanta             | Hoa Kỳ      | Philips Arena                    | Ed Sheeran Brett Eldredge                     | 25.471 / 25.471              | $2.048.023   |
| 20 tháng 4 năm 2013  | Tampa               | Hoa Kỳ      | Tampa Bay Times Forum            | Ed Sheeran Brett Eldredge                     | 14.080 / 14.080              | $1.132.095   |
| 25 tháng 4 năm 2013  | Cleveland           | Hoa Kỳ      | Nhà thi đấu Quicken Loans        | Ed Sheeran Brett Eldredge                     | 15.336 / 15.336              | $1.247.605   |
| 26 tháng 4 năm 2013  | Indianapolis        | Hoa Kỳ      | Bankers Life Fieldhouse          | Ed Sheeran Brett Eldredge                     | 13.573 / 13.573              | $1.082.042   |
| 27 tháng 4 năm 2013  | Lexington           | Hoa Kỳ      | Nhà thi đấu Rupp                 | Ed Sheeran Brett Eldredge                     | 17.003 / 17.003              | $1.342.699   |
| 4 tháng 5 năm 2013   | Detroit             | Hoa Kỳ      | Ford Field                       | Ed Sheeran Austin Mahone Florida Georgia Line | 48.265 / 48.265              | $3.969.059   |
| 7 tháng 5 năm 2013   | Louisville          | Hoa Kỳ      | Trung tâm KFC Yum!               | Ed Sheeran Florida Georgia Line               | 15.135 / 15.135              | $1.246.491   |
| 8 tháng 5 năm 2013   | Columbus            | Hoa Kỳ      | Trung tâm Nationwide             | Ed Sheeran Florida Georgia Line               | 14.267 / 14.267              | $1.155.170   |
| 11 tháng 5 năm 2013  | Washington, D.C.    | Hoa Kỳ      | Trung tâm Verizon                | Ed Sheeran Brett Eldredge                     | 27.619 / 27.619              | $2.489.205   |
| 12 tháng 5 năm 2013  | Washington, D.C.    | Hoa Kỳ      | Trung tâm Verizon                | Ed Sheeran Brett Eldredge                     | 27.619 / 27.619              | $2.489.205   |
| 16 tháng 5 năm 2013  | Houston             | Hoa Kỳ      | Trung tâm Toyota                 | Ed Sheeran Brett Eldredge                     | 12.467 / 12.467              | $961.422     |
| 21 tháng 5 năm 2013  | Austin              | Hoa Kỳ      | Trung tâm Frank Erwin            | Ed Sheeran Florida Georgia Line               | 11.916 / 11.916              | $935.631     |
| 22 tháng 5 năm 2013  | San Antonio         | Hoa Kỳ      | Trung tâm AT&T                   | Ed Sheeran Florida Georgia Line               | 13.974 / 13.974              | $1.105.253   |
| 25 tháng 5 năm 2013  | Arlington           | Hoa Kỳ      | Sân vận động Cowboys             | Ed Sheeran Austin Mahone Florida Georgia Line | 53.020 / 53.020              | $4.589.266   |
| 28 tháng 5 năm 2013  | Glendale            | Hoa Kỳ      | Nhà thi đấu Jobing.com           | Ed Sheeran Joel Crouse                        | 26.705 / 26.705              | $2.239.370   |
| 29 tháng 5 năm 2013  | Glendale            | Hoa Kỳ      | Nhà thi đấu Jobing.com           | Ed Sheeran Joel Crouse                        | 26.705 / 26.705              | $2.239.370   |
| 1 tháng 6 năm 2013   | Thành phố Salt Lake | Hoa Kỳ      | Trung tâm EnergySolutions        | Ed Sheeran Joel Crouse                        | 14.007 / 14.007              | $1.139.360   |
| 2 tháng 6 năm 2013   | Denver              | Hoa Kỳ      | Trung tâm Pepsi                  | Ed Sheeran Joel Crouse                        | 13.489 / 13.489              | $1.076.069   |
| 14 tháng 6 năm 2013  | Toronto             | Canada      | Trung tâm Rogers                 | Ed Sheeran Austin Mahone Joel Crouse          | 87.627 / 87.627              | $7.863.310   |
| 15 tháng 6 năm 2013  | Toronto             | Canada      | Trung tâm Rogers                 | Ed Sheeran Austin Mahone Joel Crouse          | 87.627 / 87.627              | $7.863.310   |
| 22 tháng 6 năm 2013  | Winnipeg            | Canada      | Investors Group Field            | Ed Sheeran Austin Mahone Joel Crouse          | 33.061 / 33.061              | $3.175.430   |
| 25 tháng 6 năm 2013  | Edmonton            | Canada      | Rexall Place                     | Ed Sheeran Joel Crouse                        | 25.663 / 25.663              | $2.379.870   |
| 26 tháng 6 năm 2013  | Edmonton            | Canada      | Rexall Place                     | Ed Sheeran Joel Crouse                        | 25.663 / 25.663              | $2.379.870   |
| 29 tháng 6 năm 2013  | Vancouver           | Canada      | Sân vận động BC Place            | Ed Sheeran Austin Mahone Joel Crouse          | 41.142 / 41.142              | $3.974.410   |
| 6 tháng 7 năm 2013   | Pittsburgh          | Hoa Kỳ      | Heinz Field                      | Ed Sheeran Austin Mahone Joel Crouse          | 56.047 / 56.047              | $4.718.518   |
| 13 tháng 7 năm 2013  | East Rutherford     | Hoa Kỳ      | Sân vận động MetLife             | Ed Sheeran Austin Mahone Joel Crouse          | 52.399 / 52.399              | $4.670.011   |
| 19 tháng 7 năm 2013  | Philadelphia        | Hoa Kỳ      | Lincoln Financial Field          | Ed Sheeran Austin Mahone Joel Crouse          | 101.277 / 101.277            | $8.822.335   |
| 20 tháng 7 năm 2013  | Philadelphia        | Hoa Kỳ      | Lincoln Financial Field          | Ed Sheeran Austin Mahone Joel Crouse          | 101.277 / 101.277            | $8.822.335   |
| 26 tháng 7 năm 2013  | Foxborough          | Hoa Kỳ      | Sân vận động Gillette            | Ed Sheeran Austin Mahone Joel Crouse          | 110.712 / 110.712            | $9.464.063   |
| 27 tháng 7 năm 2013  | Foxborough          | Hoa Kỳ      | Sân vận động Gillette            | Ed Sheeran Austin Mahone Joel Crouse          | 110.712 / 110.712            | $9.464.063   |
| 1 tháng 8 năm 2013   | Des Moines          | Hoa Kỳ      | Nhà thi đấu Wells Fargo          | Ed Sheeran Florida Georgia Line               | 13.368 / 13.368              | $1.075.576   |
| 2 tháng 8 năm 2013   | Thành phố Kansas    | Hoa Kỳ      | Trung tâm Sprint                 | Ed Sheeran Florida Georgia Line               | 26.412 / 26.412              | $2.093.172   |
| 3 tháng 8 năm 2013   | Thành phố Kansas    | Hoa Kỳ      | Trung tâm Sprint                 | Ed Sheeran Florida Georgia Line               | 26.412 / 26.412              | $2.093.172   |
| 6 tháng 8 năm 2013   | Wichita             | Hoa Kỳ      | Đấu trường Intrust Ban           | Ed Sheeran Casey James                        | 12.231 / 12.231              | $983.882     |
| 7 tháng 8 năm 2013   | Tulsa               | Hoa Kỳ      | Trung tâm BOK                    | Ed Sheeran Casey James                        | 10.949 / 10.949              | $868.955     |
| 10 tháng 8 năm 2013  | Chicago             | Hoa Kỳ      | Soldier Field                    | Ed Sheeran Austin Mahone Casey James          | 50.809 / 50.809              | $4.149.148   |
| 15 tháng 8 năm 2013  | San Diego           | Hoa Kỳ      | Trung tâm Valley View Casino     | Ed Sheeran Casey James                        | 10.872 / 10.872              | $948.541     |
| 19 tháng 8 năm 2013  | Los Angeles         | Hoa Kỳ      | Trung tâm Staples                | Ed Sheeran Casey James                        | 55.829 / 55.829              | $4.734.463   |
| 20 tháng 8 năm 2013  | Los Angeles         | Hoa Kỳ      | Trung tâm Staples                | Ed Sheeran Casey James                        | 55.829 / 55.829              | $4.734.463   |
| 23 tháng 8 năm 2013  | Los Angeles         | Hoa Kỳ      | Trung tâm Staples                | Ed Sheeran Casey James                        | 55.829 / 55.829              | $4.734.463   |
| 24 tháng 8 năm 2013  | Los Angeles         | Hoa Kỳ      | Trung tâm Staples                | Ed Sheeran Casey James                        | 55.829 / 55.829              | $4.734.463   |
| 27 tháng 8 năm 2013  | Sacramento          | Hoa Kỳ      | Nhà thi đấu Sleep Train          | Ed Sheeran Casey James                        | 12.795 / 12.795              | $1.138.103   |
| 30 tháng 8 năm 2013  | Portland            | Hoa Kỳ      | Trung tâm Moda                   | Ed Sheeran Casey James                        | 13.952 / 13.952              | $1.084.760   |
| 31 tháng 8 năm 2013  | Tacoma              | Hoa Kỳ      | Tacoma Dome                      | Ed Sheeran Casey James                        | 20.348 / 20.348              | $1.584.049   |
| 6 tháng 9 năm 2013   | Fargo               | Hoa Kỳ      | Fargodome                        | Ed Sheeran Casey James                        | 21.073 / 21.073              | $1.661.578   |
| 7 tháng 9 năm 2013   | Saint Paul          | Hoa Kỳ      | Trung tâm Xcel Energy            | Ed Sheeran Casey James                        | 28.920 / 28.920              | $2.320.937   |
| 8 tháng 9 năm 2013   | Saint Paul          | Hoa Kỳ      | Trung tâm Xcel Energy            | Ed Sheeran Casey James                        | 28.920 / 28.920              | $2.320.937   |
| 12 tháng 9 năm 2013  | Greensboro          | Hoa Kỳ      | Greensboro Coliseum              | Ed Sheeran Casey James                        | 13.650 / 13.650              | $1.109.253   |
| 13 tháng 9 năm 2013  | Raleigh             | Hoa Kỳ      | Nhà thi đấu PNC                  | Ed Sheeran Casey James                        | 13.941 / 13.941              | $1.088.612   |
| 14 tháng 9 năm 2013  | Charlottesville     | Hoa Kỳ      | Nhà thi đấu John Paul Jones      | Ed Sheeran Casey James                        | 12.689 / 12.689              | $997.216     |
| 19 tháng 9 năm 2013  | Nashville           | Hoa Kỳ      | Nhà thi đấu Bridgestone          | Ed Sheeran Casey James                        | 41.292 / 41.292              | $3.336.545   |
| 20 tháng 9 năm 2013  | Nashville           | Hoa Kỳ      | Nhà thi đấu Bridgestone          | Ed Sheeran Casey James                        | 41.292 / 41.292              | $3.336.545   |
| 21 tháng 9 năm 2013  | Nashville           | Hoa Kỳ      | Nhà thi đấu Bridgestone          | Ed Sheeran Casey James                        | 41.292 / 41.292              | $3.336.545   |
| Châu Đại Dương       |                     |             |                                  |                                               |                              |              |
| 29 tháng 11 năm 2013 | Auckland            | New Zealand | Vector Arena                     | Neon Trees                                    | 30.799 / 30.799              | $3.100.290   |
| 30 tháng 11 năm 2013 | Auckland            | New Zealand | Vector Arena                     | Neon Trees                                    | 30.799 / 30.799              | $3.100.290   |
| 1 tháng 12 năm 2013  | Auckland            | New Zealand | Vector Arena                     | Neon Trees                                    | 30.799 / 30.799              | $3.100.290   |
| 4 tháng 12 năm 2013  | Sydney              | Úc          | Sân vận động Allianz             | Guy Sebastian Neon Trees                      | 40.930 / 40.930              | $4.096.060   |
| 7 tháng 12 năm 2013  | Brisbane            | Úc          | Sân vận động Suncorp             | Guy Sebastian Neon Trees                      | 38.907 / 38.907              | $3.895.810   |
| 11 tháng 12 năm 2013 | Perth               | Úc          | Sân vận động nib                 | Guy Sebastian Neon Trees                      | 21.827 / 21.827              | $2.364.080   |
| 14 tháng 12 năm 2013 | Melbourne           | Úc          | Sân vận động Etihad              | Guy Sebastian Neon Trees                      | 47.257 / 47.257              | $4.547.250   |
| Châu Âu              |                     |             |                                  |                                               |                              |              |
| 1 tháng 2 năm 2014   | Luân Đôn            | Anh         | The O2 Arena                     | The Vamps                                     | 74.740 / 74.740              | $5.829.240   |
| 2 tháng 2 năm 2014   | Luân Đôn            | Anh         | The O2 Arena                     | The Vamps                                     | 74.740 / 74.740              | $5.829.240   |
| 4 tháng 2 năm 2014   | Luân Đôn            | Anh         | The O2 Arena                     | The Vamps                                     | 74.740 / 74.740              | $5.829.240   |
| 7 tháng 2 năm 2014   | Berlin              | Đức         | O2 World                         | Andreas Bourani                               | 10.350 / 10.350              | $755.006     |
| 10 tháng 2 năm 2014  | Luân Đôn            | Anh         | The O2 Arena                     | The Vamps                                     | —                            | —            |
| 11 tháng 2 năm 2014  | Luân Đôn            | Anh         | The O2 Arena                     | The Vamps                                     | —                            | —            |
| Châu Á               |                     |             |                                  |                                               |                              |              |
| 30 tháng 5 năm 2014  | Thượng Hải          | Trung Quốc  | Nhà thi đấu Mercedes-Benz        | —                                             | 12.793 / 12.793              | $1.864.934   |
| 1 tháng 6 năm 2014   | Tokyo               | Nhật Bản    | Saitama Super Arena              | CTS                                           | 20.046 / 20.046              | $1.837.147   |
| 4 tháng 6 năm 2014   | Jakarta             | Indonesia   | MEIS                             | Nicole Zefanya                                | 8.130 / 8.130                | $1.481.473   |
| 6 tháng 6 năm 2014   | Manila              | Philippines | Mall of Asia Arena               | Meg Bucsit                                    | 9.775 / 9.775                | $1.511.662   |
| 9 tháng 6 năm 2014   | Singapore           | Singapore   | Sân vận động trong nhà Singapore | Imprompt-3                                    | 16.344 / 16.344              | $2.524.080   |
| 11 tháng 6 năm 2014  | Kuala Lumpur        | Malaysia    | Sân vận động Putra Bukit Jalil   | I Am Neeta                                    | 7.525 / 7.525                | $998.608     |
| 12 tháng 6 năm 2014  | Singapore           | Singapore   | Sân vận động trong nhà Singapore | Imprompt-3                                    | —                            | —            |
| Tổng cộng            | Tổng cộng           | Tổng cộng   | Tổng cộng                        | Tổng cộng                                     | 1.702.933 / 1.702.933 (100%) | $150.184.971 |

## Buổi diễn bị hủy
| Ngày               | Thành phố | Quốc gia | Địa điểm biểu diễn | Lý do            |
| ------------------ | --------- | -------- | ------------------ | ---------------- |
| 9 tháng 6 năm 2014 | Bangkok   | Thái Lan | Impact Arena       | Bất ổn chính trị |

### Chú giải
1. ↑  Ngoài Cornetto, The Red Tour còn có nhà tài trợ riêng tại một số quốc gia châu Á như AIA và HotLink tại Malaysia,[71][72] Fox và Starworld tại Philippines.[73] AEG Live Asia hợp tác với Music Management International để quảng bá The Red Tour tại Philippines.[73] Tại Đức, các đơn vị quảng bá cho buổi diễn ở Berlin là Semmel Concerts và Peter Rieger Konzertagentur.[74]
2. ↑  Trong một số đêm diễn như tại châu Đại Dương và châu Á, Swift trình diễn "You Belong with Me" theo phiên bản acoustic trên sân khấu B.[43][51][87]
3. ↑  Tại các sân vận động và buổi diễn ở nhiều khu vực khác, cô di chuyển xuyên qua khán giả và bắt tay với họ khi trình diễn "Sparks Fly".[23][43][45]
4. 1 2 3 4  Số liệu được cộng lại từ năm đêm diễn ở Anh vào ngày 1, 2, 4, 10 và 11 tháng 2 năm 2014.
5. 1 2 3 4  Số liệu được cộng lại từ hai đêm diễn tại Singapore vào ngày 9 và 12 tháng 6 năm 2014.